# Mercedes-Benz Baureihe 211
Die E-Klasse der Baureihe 211 ist ein Fahrzeugmodell der oberen Mittelklasse von Mercedes-Benz, welches von Frühjahr 2002 bis Anfang 2009 gebaut wurde.

## Modellgeschichte

### Allgemeines
Die erste Version des W 211 wurde am 15. Januar 2002 auf der Brüsseler Auto Show als „Nachfolgemodell“ des W 210 präsentiert. Der Verkauf der Limousine startete am 16. März 2002. Das 32 mm längere T-Modell, die Kombiversion mit der internen Bezeichnung S 211, wurde ein Jahr später am 2. Januar 2003 auf der Detroit Motor Show präsentiert und am 22. März 2003 auf den Markt gebracht. Ein Coupé der Baureihe 211 wurde nicht gebaut.
Der Strömungswiderstandskoeffizient (cw) der Limousine beträgt 0,26, der des T-Modells beträgt 0,30. Die Wandlerüberbrückung des Fünfgang-Automatikgetriebes ist ab der ersten Fahrstufe möglich. Das Kofferraumvolumen beträgt 540 Liter. In dem Euro-NCAP-Crashtest erhielt der W 211 33 Punkte.
Der Hersteller investierte vier Jahre Entwicklungszeit und mehr als zwei Milliarden Euro Entwicklungskosten in die Fahrzeugmodellreihe.

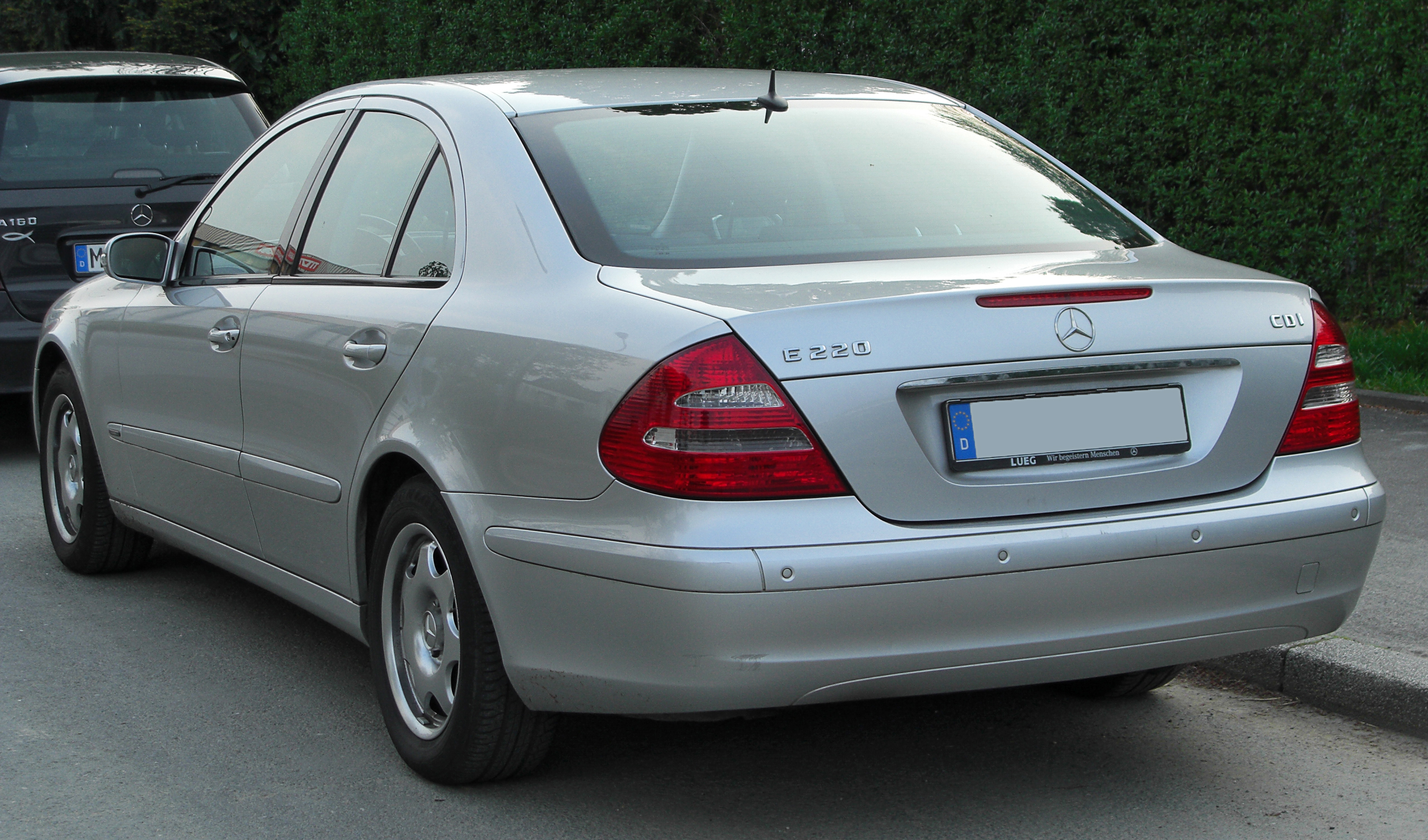
Heckansicht
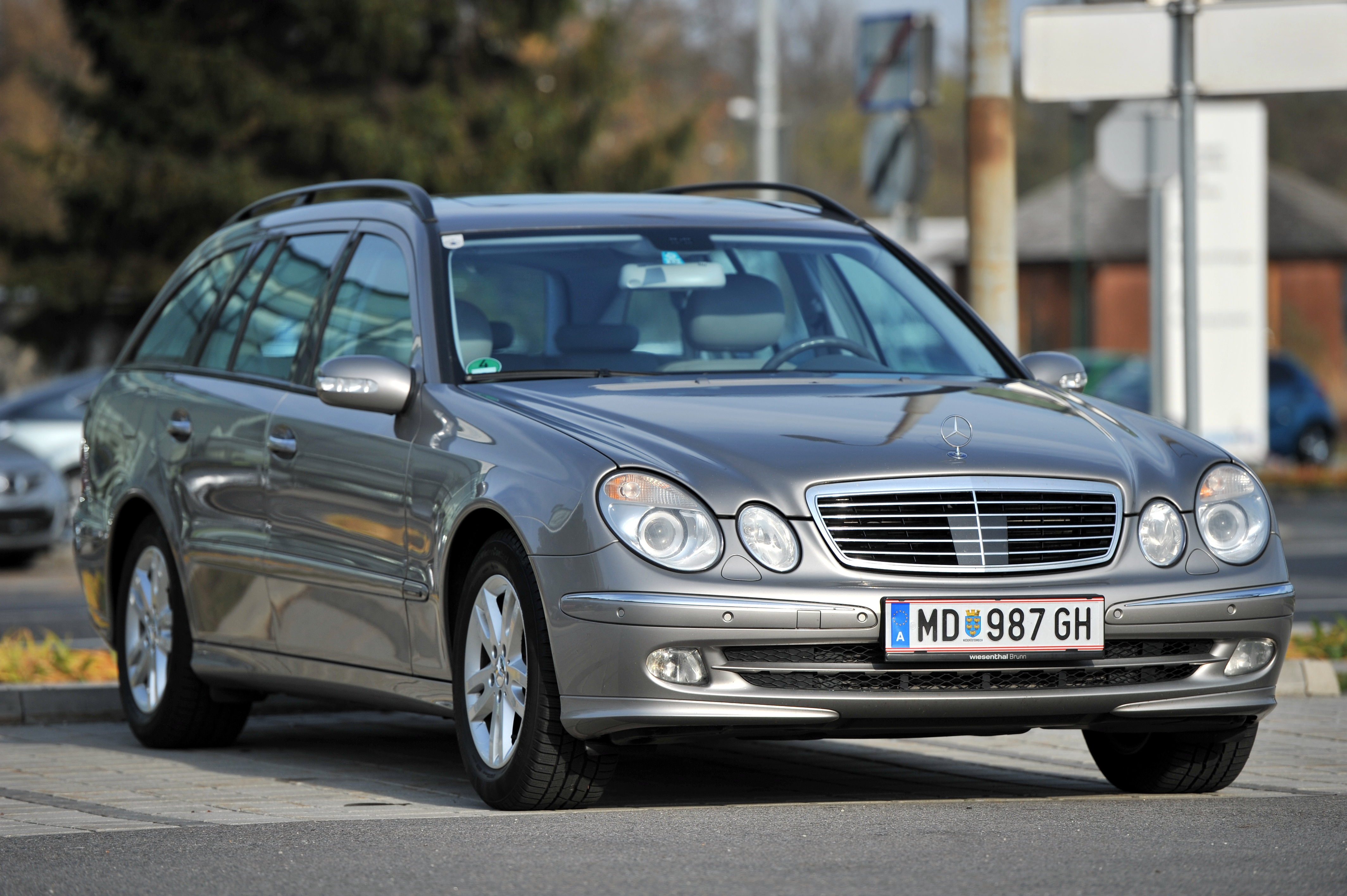
E 320 CDI T Avantgarde (2003–2006)
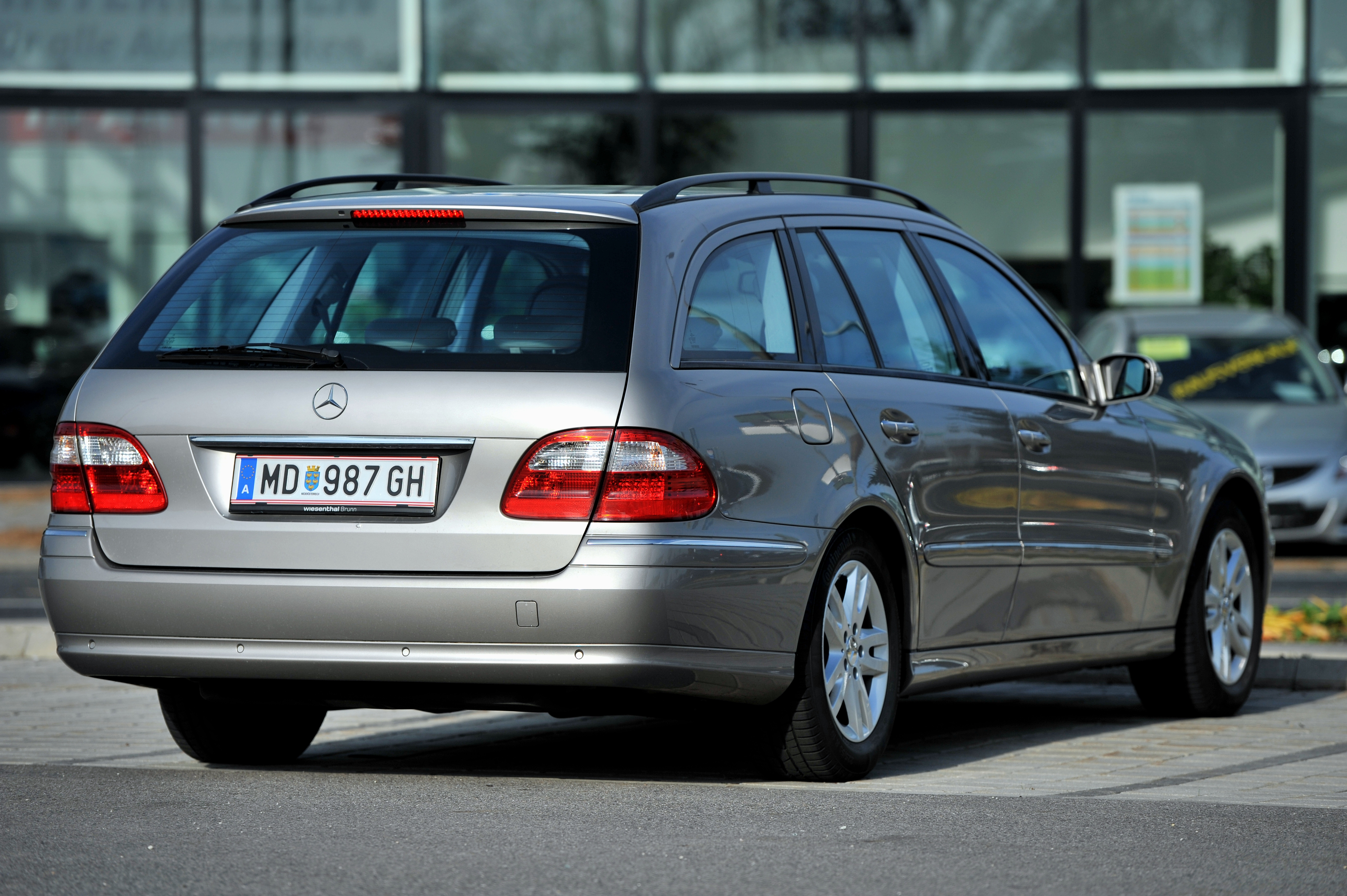
Heckansicht
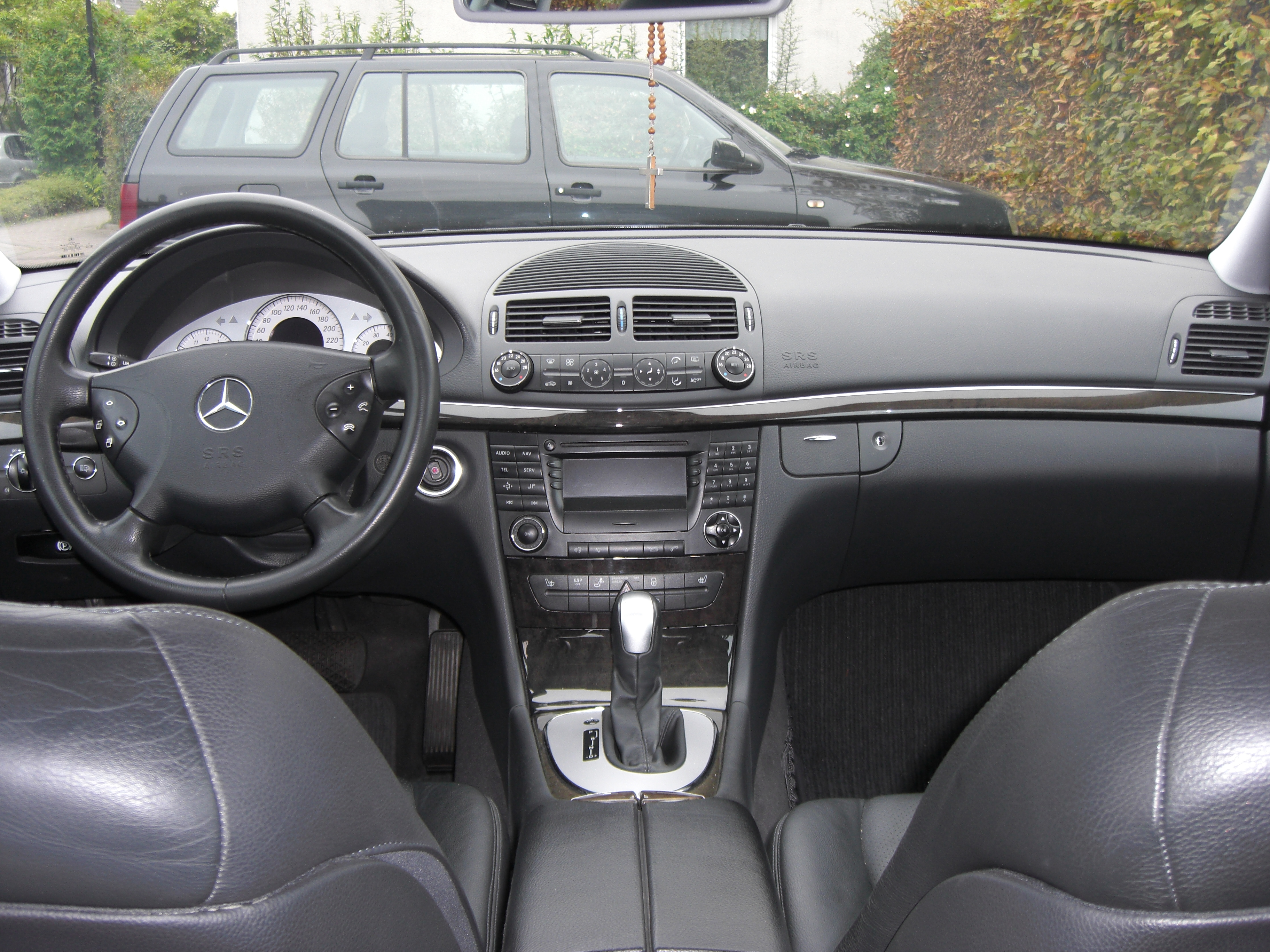
Ausstattungslinie Avantgarde mit Thermatic-Klimaanlage und Navigationssystem
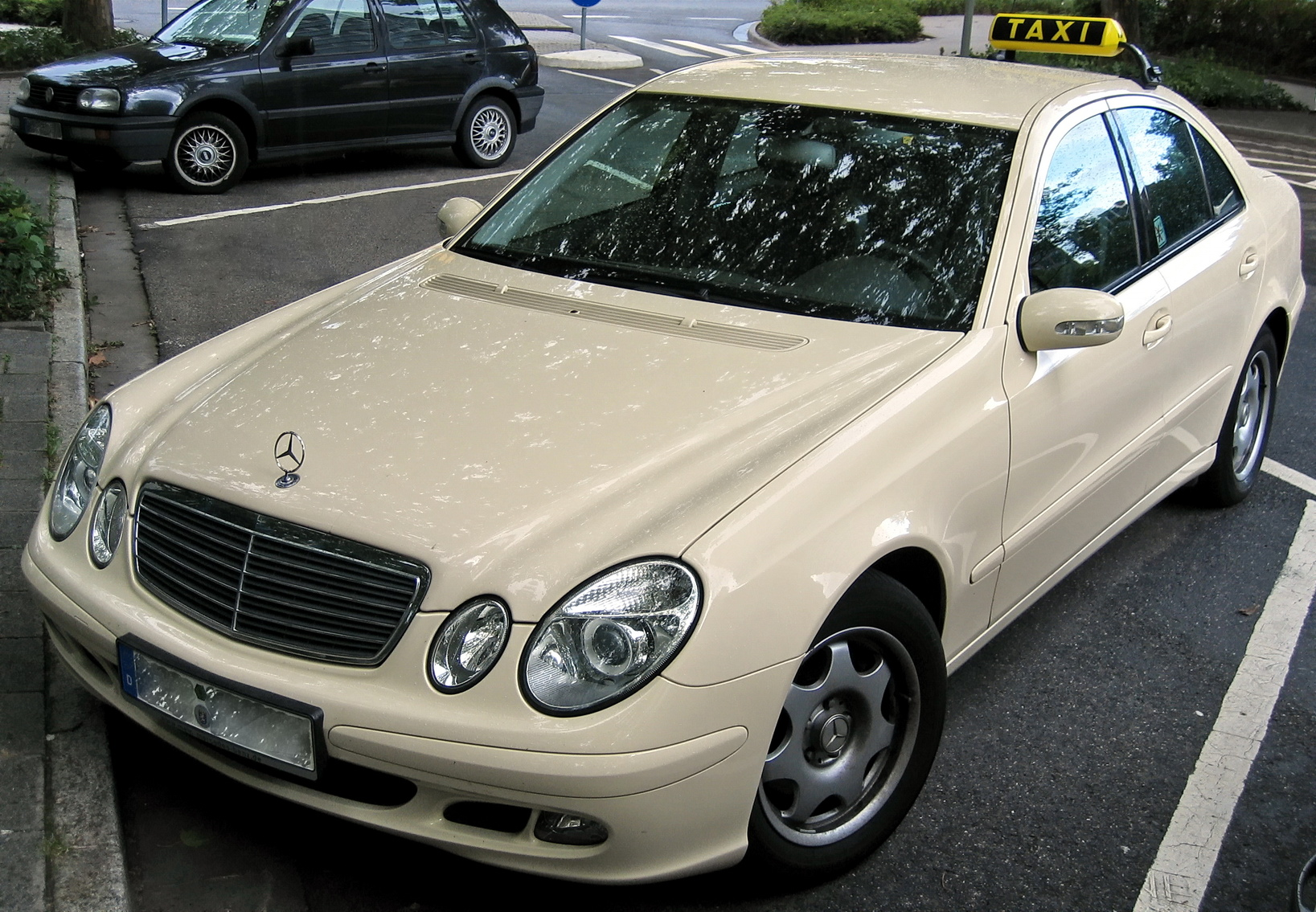
E-Klasse Limousine als Taxi

### Modellpflege ab 2006
Im Juni 2006 wurde die Baureihe 211 einer Modellpflege unterzogen.
Größte technische Veränderung war die Entfernung der SBC-Bremse und damit die Rückkehr zu einem konventionellen Bremssystem. Serienmäßig hat das Auto seitdem die erste Generation des Sicherheitssystems Pre-Safe. Das Fahrverhalten wurde über eine direktere Lenkung modifiziert. Schaltung und Fahrwerk sind sportlicher ausgerichtet, insbesondere die Airmatic Dual Control federt härter.
Nach der optischen Überarbeitung erschien die Front gepfeilter und spitzer ausgerichtet mit einem neuen Kühlergrill. Vorne ist ein dreiteiliger Lufteinlass zu sehen, bei Avantgarde mit neuen Chromapplikationen. Die Frontscheinwerfer wurden mit Lamellen im Blinkerbereich ausgerüstet. Es gab größere Seitenspiegel, die auf einem Steg angebracht sind. Die Ausstattungslinie Avantgarde hat LED-Standlichter im Scheinwerfer, die in passender Farbe zum (serienmäßigen) Bi-Xenonlicht leuchten. Die Rückleuchten wurden neu gestaltet, die LED-Leuchten sind beim T-Modell entfallen. Die drei Ausstattungslinien blieben unverändert bestehen, für sie wurden jedoch neue Leichtmetallräder angeboten. Die in Wagenfarbe lackierte Antenne ist auf dem Dach und nicht mehr auf der Heckscheibe befestigt.
Im Innenraum wurden neue Stoff- und Lederbezüge angeboten. Die Klimaanlage Thermatic hat seither – wie zuvor nur die Thermotronic – ein Digitaldisplay. Als weitere Änderung gibt es ein neues Multifunktionslenkrad und neue Schalt- bzw. Wählhebel. Die Medien- und Kommunikationsausstattungen wurden vorerst nicht verändert. Ab Oktober 2006 war allerdings eine Mobiltelefonvorrüstung mit SIM Access Profile erhältlich.
Als neue Sonderausstattung gab es das Intelligent Light System, bei dem sich die Scheinwerfer auf die Fahrsituation einstellen und die Fahrbahn unterschiedlich ausleuchten können. Optional können die Bremslichter bei einer Vollbremsung blinken (so genanntes adaptives Bremslicht).

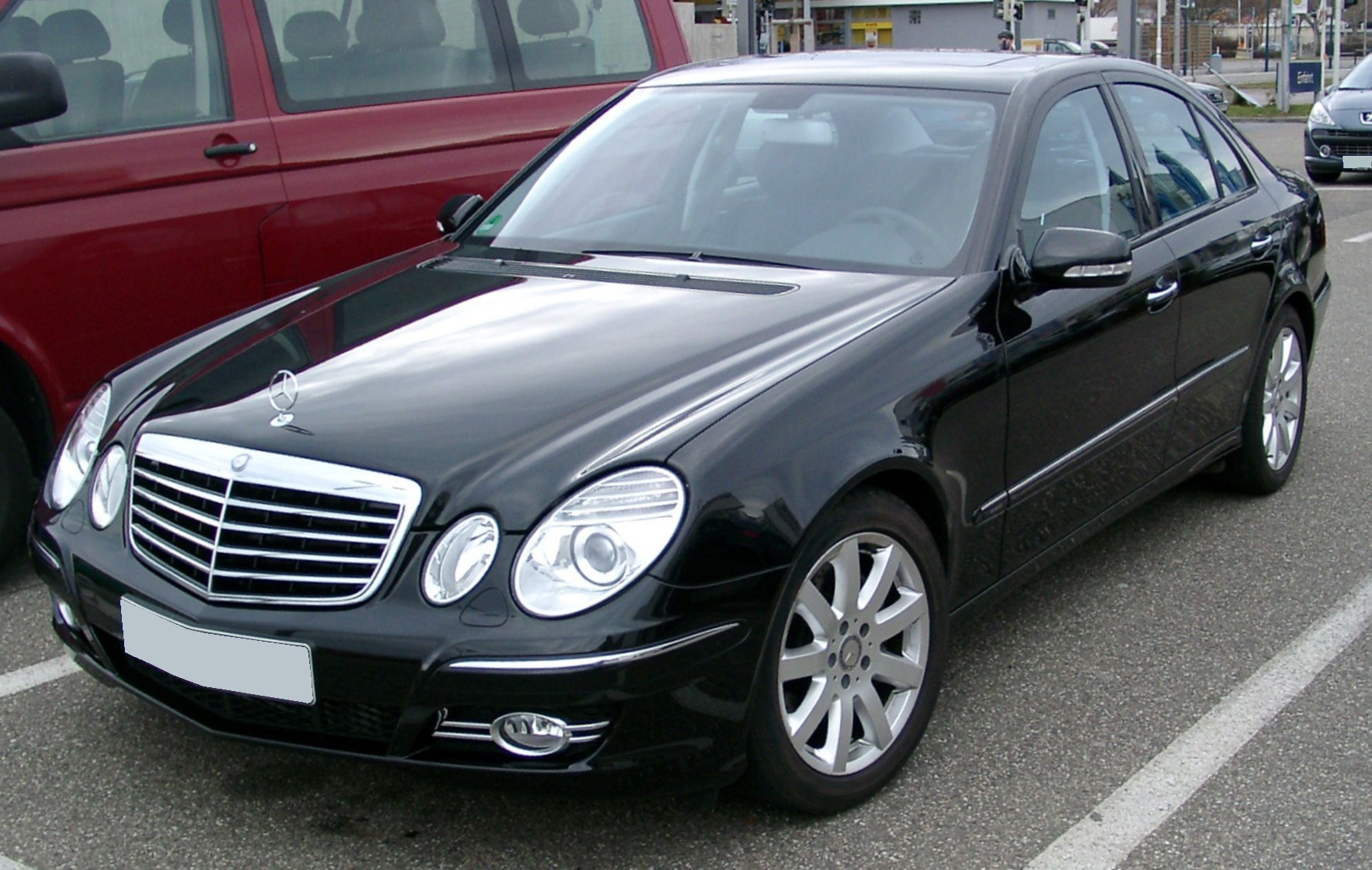
E-Klasse Avantgarde mit Sportpaket (2006–2009)
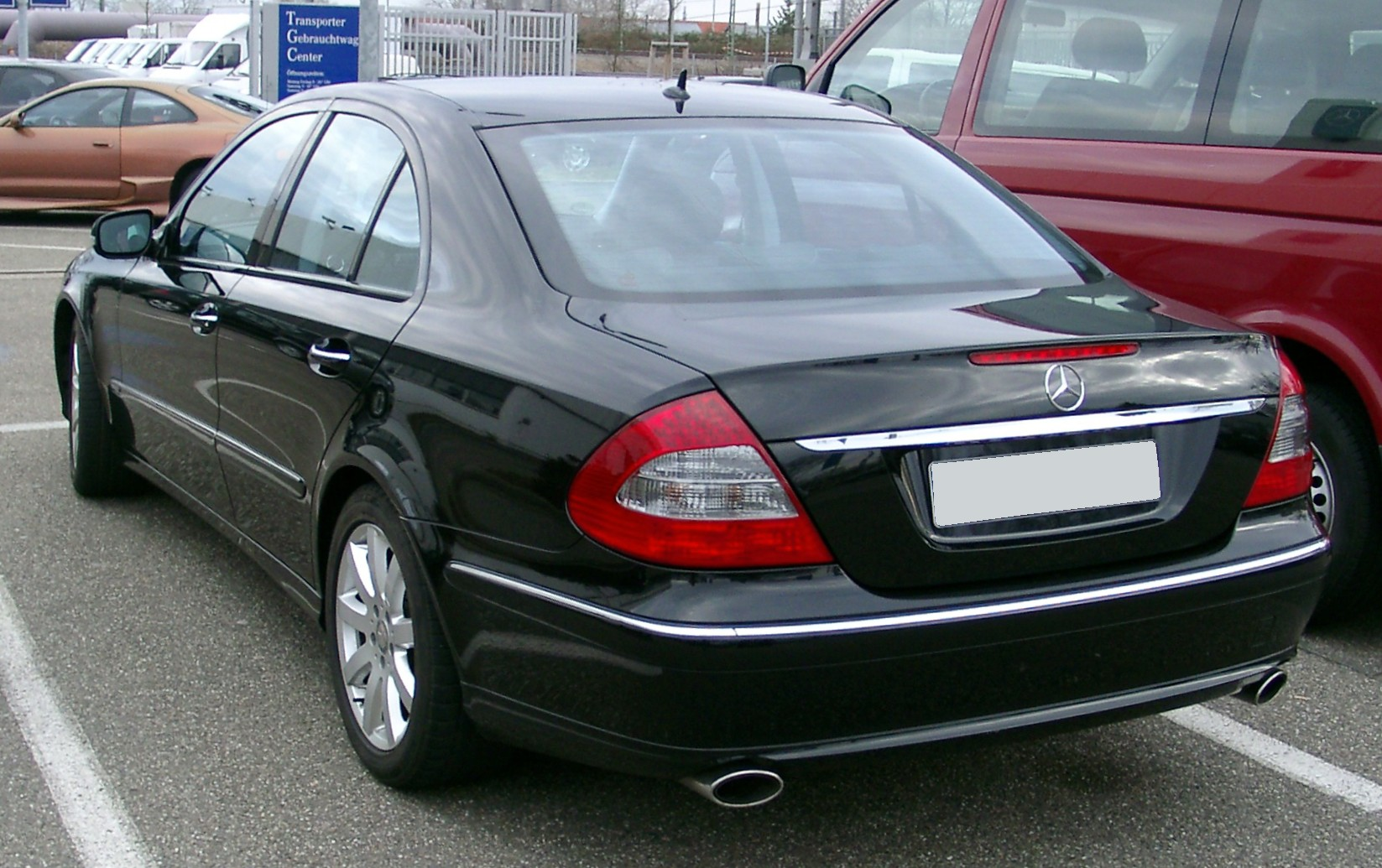
Heckansicht
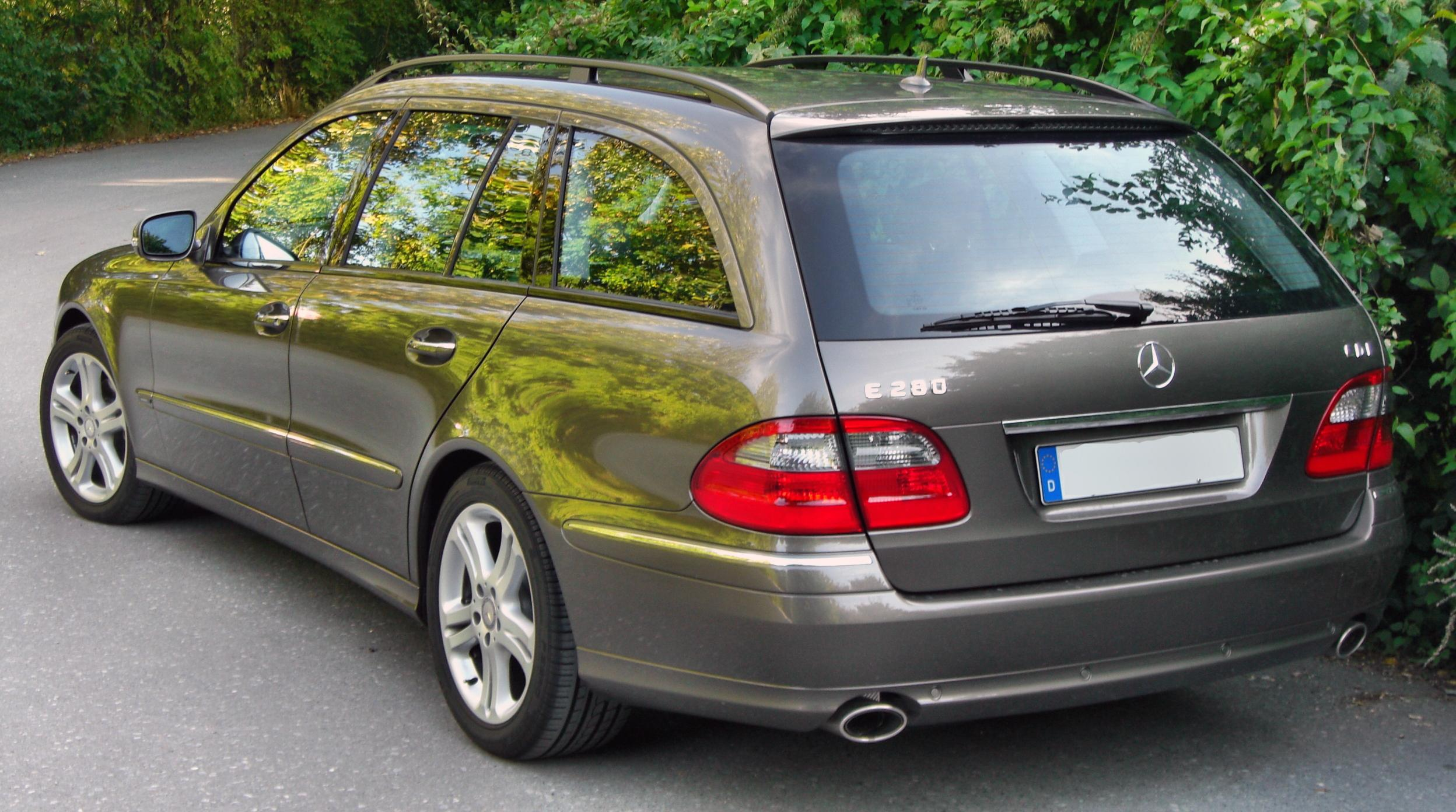
E 280 CDI T Avantgarde (2006–2009)
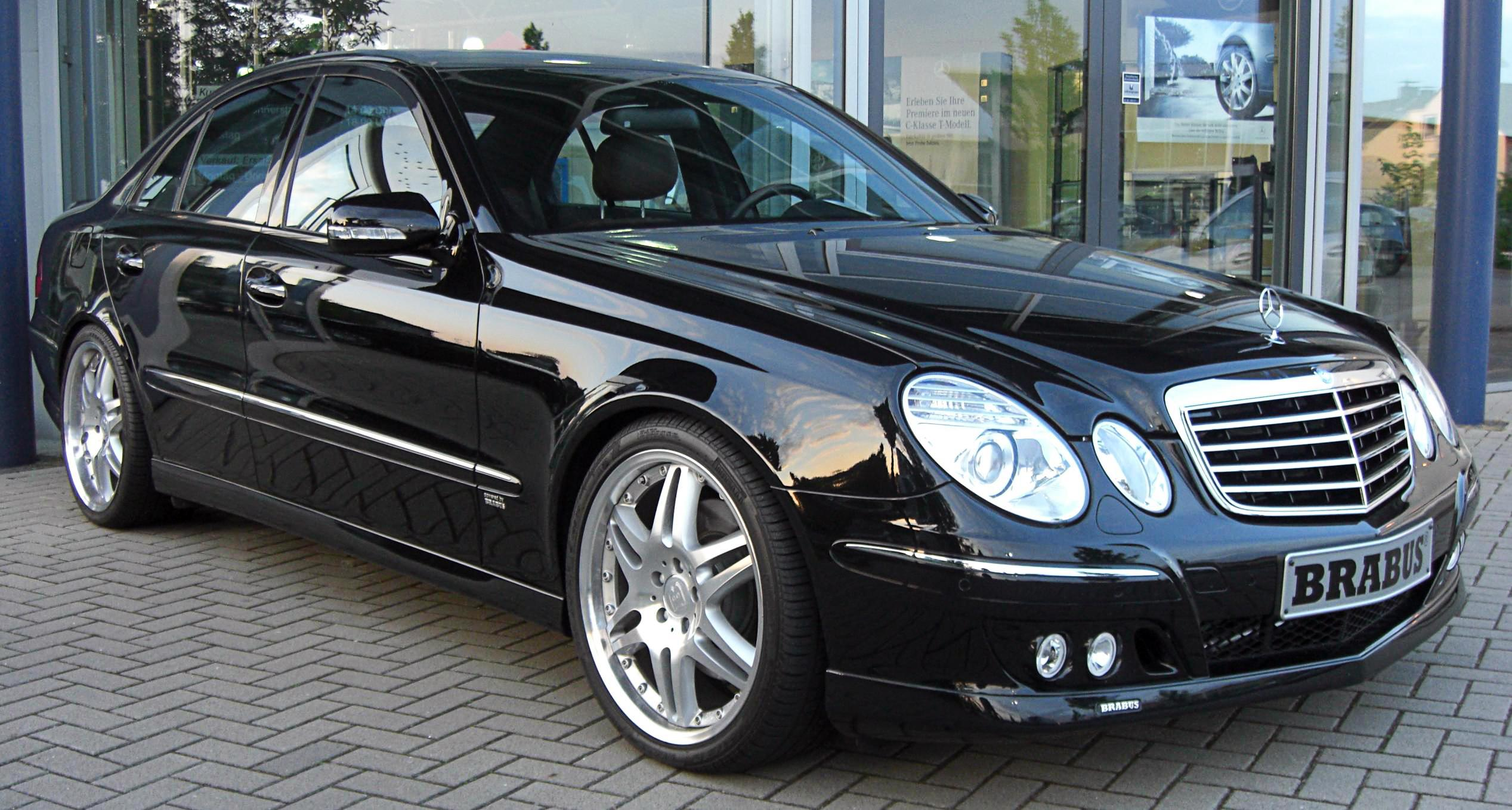
Limousine mit Brabus-Kit
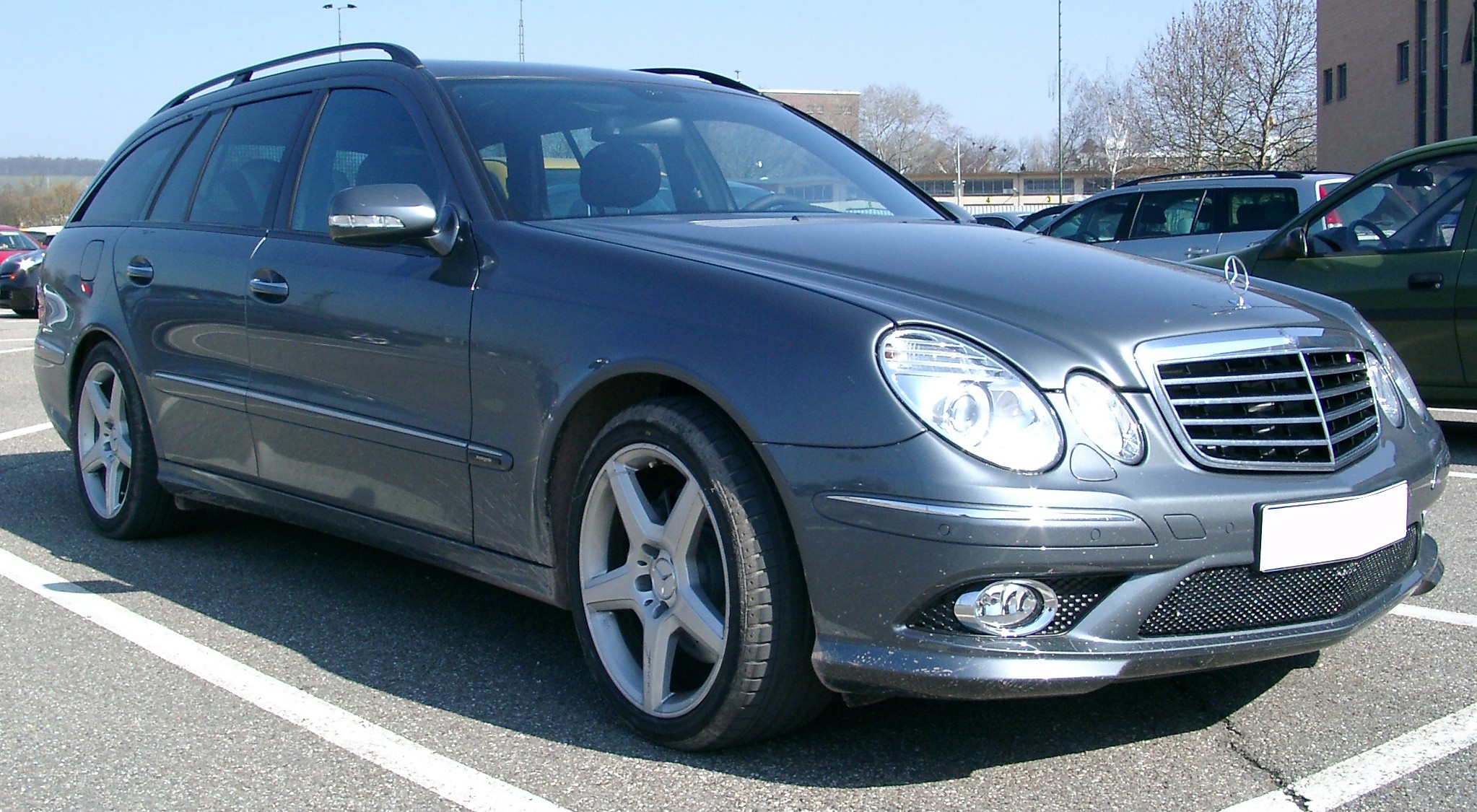
T-Modell mit AMG-Sportpaket

Ab Juli 2006 waren die Modelle E 320 CDI, E 350 und E 500 auch als E-Klasse Guard mit B4-Sonderschutz lieferbar.
Ab 2007 war die Business Edition und ab 2008 das Premiumpaket verfügbar, die einzelne Sonderausstattungen miteinander kombinierten. Ferner wurden im Laufe der letzten drei Modelljahre 2007, 2008 und 2009 – ohne Auswirkung auf die Preisliste – Ausstattungsdetails entfernt und nicht mehr angeboten. Dazu zählten zum Beispiel die nur noch einteilig zu öffnende Mittelkonsole (Handy-Ablage), der Entfall des Schalters für die Scheinwerferreinigung, die seitdem bei eingeschalteten Scheinwerfern automatisch nach fünfmaligem Betätigen der Scheibenreinigung auslöst. Eine andere Maßnahme war die Reduzierung der Zahl der Lautsprecher sowie der Entfall des Subwoofers unter der Hutablage beim Soundsystem von harman/kardon.

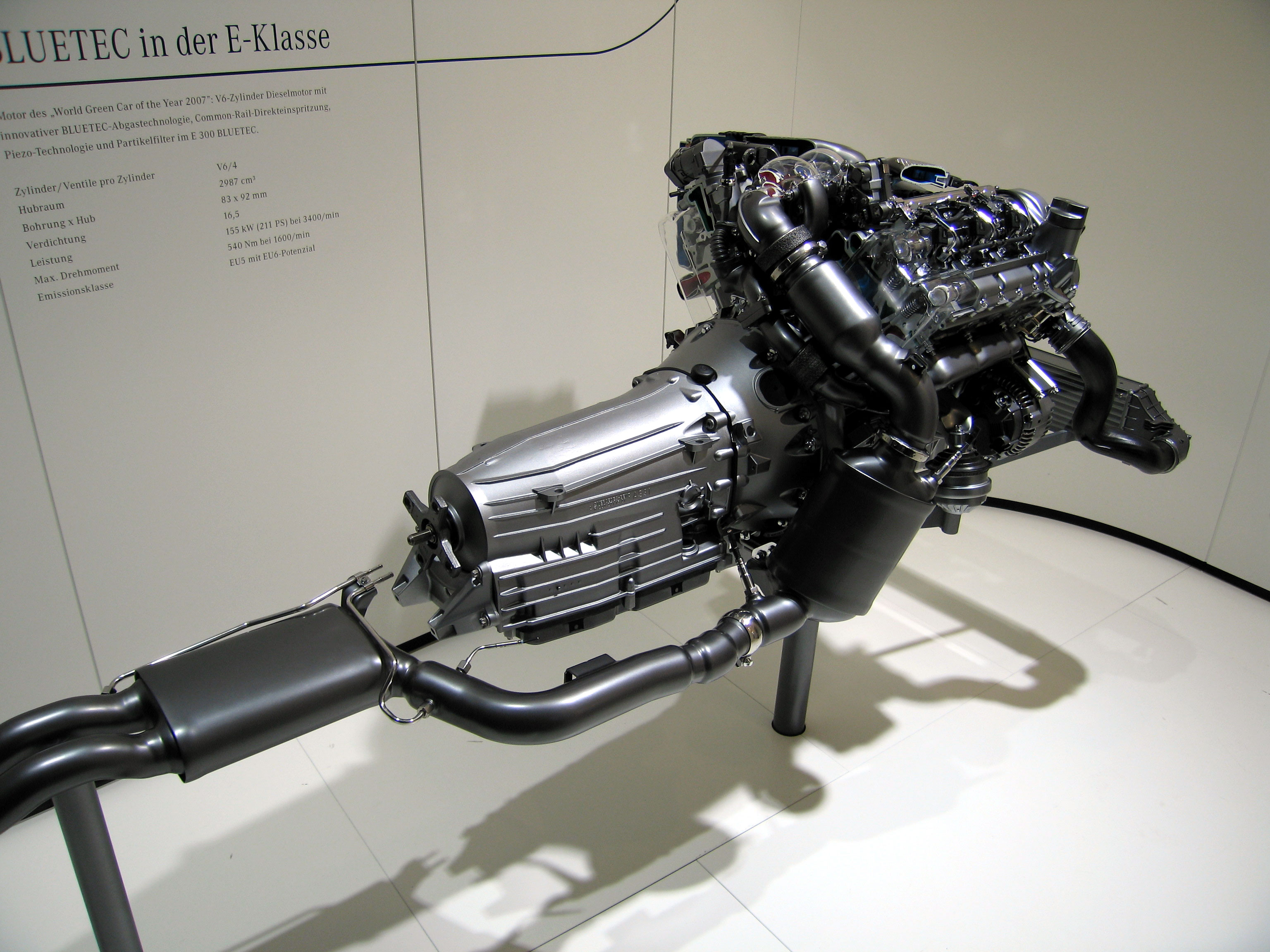
Der E 300 BLUETEC-Motor

Ab 2008 wurde mit dem E 300 Bluetec einer der saubersten und sparsamsten Dieselmotoren der Welt angeboten, der bereits die Euro-5-Norm erfüllte. Er war als E 320 Bluetec bereits 2007 in den USA eingeführt worden und errang dort den Titel „World Green Car of the Year 2007“. Parallel dazu wurde mit dem E 350 CGI erstmals ein Motor mit Benzindirekteinspritzung bei der E-Klasse angeboten.
Im April 2008 wurde das Comand in der Version NTG 2.5 eingeführt. Im letzten Modelljahr 2009 wurden neue Medien- und Kommunikationsausstattungen angeboten. Basierend auf NTG 2.5 (Neue Telematik Generation) haben seitdem das Audio 20 ein Farbdisplay und alle drei Infotainmentsysteme (Audio 20, Audio 50 APS und Comand APS) eine Bluetooth-Schnittstelle, die kabelloses Telefonieren mit einem Handy ermöglicht. Das Navigationssystem Audio 50 APS erfährt als Erweiterung gegenüber NTG 1 einen Kreuzungszoom, so dass der Kreuzungsbereich auf dem Display detailliert dargestellt wurde, sowie Kartenmaterial auf DVD anstatt CD. Das Navigationssystem Comand APS erhielt eine Festplatte, von der die Navigationsdaten abgerufen werden und auf der 4 GB als eigener Speicherplatz für Musik zur Verfügung stehen. Eine Neuerung war die Anzeige der Routendarstellung in einer 3D-Vogelperspektive. Bestandteil war darüber hinaus die Sprachsteuerung Linguatronic, mit der man das Radio oder die Navigation per Sprache steuern kann. Die drei neuen Geräte wurden von Alpine hergestellt, das Kartenmaterial stammte weiterhin von Navteq. Als weitere Sonderausstattung wurde ein sechsfach-DVD-Wechsler angeboten.

## Serienausstattung
Zur Serienausstattung gehörten unter anderem die Klimatisierungsautomatik Thermatic mit Motorrestwärmenutzung und Kombifilter, das Radio Audio 20 mit Ansteuerungsmöglichkeit für einen CD-Player (CD-Funktion) und Telefontastatur, zweistufige Airbags für Fahrer- und Beifahrer und Windowbag und Sidebag vorne, Leichtmetallräder, Multifunktionslenkrad, Kombiinstrument mit Reiserechner, elektrisch verstellbare Sitze mit Stoffbezug, Klarglashalogenscheinwerfer mit Projektionstechnik, Fahrlichtassistent, Antiblockiersystem (ABS), Elektronisches Stabilitätsprogramm (ESP), die elektrohydraulische Bremse SBC, fünf Kopfstützen – im Fond elektrisch versenkbar, Tempomat, elektrisch beheizte und verstellbare Außenspiegel, Sitzbelegungserkennung, wärmedämmendes Glas, Regensensor, Fünfgang-Getriebe, Servolenkung und Zentralverriegelung mit Wegfahrsperre.
Die Baureihe 211 wurde in drei Ausstattungslinien angeboten, bei denen jede höhere mindestens den Umfang der niedrigeren Ausstattungslinie(n) aufwies:
- Classic: Basisausstattung mit Calyptus-Linea-Edelholz und oben genannter Serienausstattung.
- Elegance: Höherwertige Innenausstattung unter anderem mit Wurzelnussholz, lederbezogenem Lenkrad in Ausstattungsfarbe, Zierteilen in Chrom (zum Beispiel an den Türgriffen oder Seitenschwellern), Ambiente-Innenbeleuchtung (dimmbare Beleuchtung des Innenraumes bei Nachtfahrten durch spezielle Leuchten im Decken- und Türbereich) und Kühlergrill mit vier Lamellen.
- Avantgarde: Sportlicher ausgelegtes Fahrzeug, anderer Front-Spoiler mit Seitenspangen in Wagenfarbe lackiert sowie Gitternetz-Hintergrund, Kühlergrill mit fünf Lamellen, strafferes Fahrwerk plus Tieferlegung um 15 Millimeter, Bi-Xenon-Scheinwerfer, LED-Bremsleuchten bei der Limousine sowie LED-Rücklichter beim T-Modell, leicht blau getönte Scheiben, Innenausstattung mit Aluminium-Applikationen, mit Vogelaugenahornholz und Sitzen in Stoff-Leder-Kombination, bei denen die Sitzflächen in Stoff gehalten und die Flanken mit Leder überzogen sind. Die Preisdifferenz zu Classic betrug ca. 3500 €.

Im Jahr 2003 lag die Verteilung bei:
- Avantgarde 39 %
- Elegance 35 %
- Classic 26 %

Die am häufigsten gewählten Farben waren:
- Iridiumsilber 35,0 %
- Obsidianschwarz 9,4 %
- Cubanitsilber 9,0 %
- Schwarz 8,3 %
- Tealitblau 6,8 %
- Tansanitblau 5,5 %[1]

Darüber hinaus wurde ab März 2005 wahlweise ein Sportpaket angeboten. Es enthält ein Multifunktions-Sportlenkrad aus Leder mit vier Speichen, Ledersitze mit Ziernähten, Sportpedalanlage aus gebürstetem Edelstahl und bei einem automatischen Getriebe integrierte Schalttasten am Lenkrad. Außen gab es 18-Zoll-Leichtmetallräder mit Doppelspeichen, tiefer gelegte Karosserie und sportlichere Abstimmung des Fahrwerks, Parameterlenkung und zweiflutige Abgasanlage mit ovalen Endrohrblenden aus rostfreiem Stahl.
Ein Sportpaket AMG bot zusätzlich Fahrer- und Beifahrersitze mit ausgeprägter Seitenführung, ein AMG-Ergonomie-Sportlenkrad, das AMG-Aussehen mit anderer Frontschürze, Seitenschwellern und Diffusoren im Heck.
Während der gesamten Bauzeit wurden darüber hinaus auch Sonderausstattungspakete angeboten, die verschiedene Sonderausstattungen miteinander kombinierten. Außerdem gab es umfangreiches Zubehör.
Um die Baureihe 211 noch individueller zu gestalten, wurden spezielle designo-Pakete angeboten. Sie enthielten eigene Außenfarben als Metallic-Lackierung und spezielle Leder- und Holzarten im Innenraum.
Beim T-Modell war das Easy Pack System serienmäßig (abhängig von der Ausstattungslinie), das ein Beladen des Heckbereiches durch Schiebeelemente ermöglicht.

## Sonderausstattung
Als Sonderausstattung bot die Baureihe 211 viele Neuentwicklungen, die zum ersten Mal in einem Mercedes eingeführt wurden. Andere Sonderausstattungen wurden aus der S-Klasse übernommen und modifiziert.

### LuftfederungAirmatic Dual Control
Beispiel dafür ist die optional erhältlich gewesene semiaktive Luftfederung Airmatic Dual Control. Sie basiert auf der in der Baureihe 220 eingeführten Airmatic und steuert erstmals elektronisch die Federung und Dämpfung für jedes Rad einzeln. Während des Fahrens kann zwischen den Modi „Komfortabel“, „Sportlich-Komfortabel“ und „Sportlich“ gewählt werden. Darüber hinaus wird mit dem adaptiven Dämpfungssystem ADS II die Dämpfkraft dem momentanen Bedarf und Zustand der Straße angepasst. Weitere Bestandteile sind eine automatische Niveauregulierung, die Verringerung von Wankbewegungen während schneller Kurvenfahrt und das automatische Absenken des Fahrzeugs bei hohen Geschwindigkeiten zur Verringerung des Luftwiderstandes. Auf schlechten Wegstrecken kann die Karosserie höher gesetzt werden. Für die Steuerung befindet sich hinter dem Schalthebel eine Bedieneinheit. Das T-Modell hat an der Hinterachse serienmäßig eine Luftfederung mit Niveauregulierung, jedoch ohne die Möglichkeit, verschiedene Modi zu wählen.

### Schiebe- und Glasdach
Die Limousine und das T-Modell konnten mit einem einfachen Schiebedach aus Glas ausgestattet werden. Innen kann es mit einem Dachhimmel aus Stoff in Ausstattungsfarbe manuell verschlossen werden, um den Innenraum vor Sonneneinstrahlung und Wärme zu schützen.
Die Limousine konnte darüber hinaus mit einem zweiteiligen Panorama-Glasdach ausgestattet werden, das sich über die gesamte Dachlänge des Fahrzeugs erstreckt. Elektronisch gesteuert hebt sich das vordere Dachteil an und fährt über das andere nach hinten bis fast zur Heckscheibe. In den ersten Modelljahren gab es das Dach optional mit Solarzellen oberhalb der Frontscheibe, so dass beim Parken in sonnigen Gebieten der Innenraum weiterhin durch das Gebläse mit Luft versorgt werden konnte. Das Panorama-Glasdach kann innen ebenfalls mit einem Dachhimmel aus Stoff in Ausstattungsfarbe verschlossen werden, hierbei allerdings elektrisch für den vorderen und hinteren Bereich.

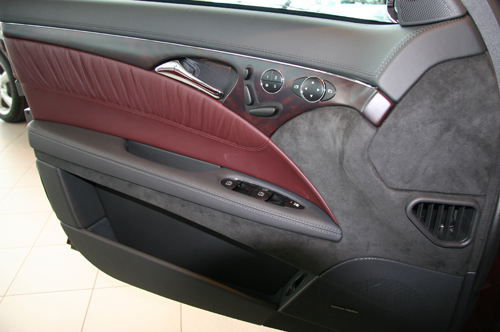
Fahrertür mit Memory-Funktion und Ausstattung designo mystic

### Sitzkomfort
Für die Sitze waren verschiedene Lederausstattungen bis hin zum hochwertigen Nappaleder wählbar. Optional gab es sie als Komfortsitze mit Sitzheizung und -klimatisierung sowie bei den Vordersitzen als Multikontursitz, bei dem sich Lendenwirbel- und Lehnenflächen elektrisch verstellen lassen. Weltweit erstmals wurde der Fahrdynamische Multikontursitz angeboten. Bei ihm gibt es eine Konturdynamik, mit der je nach Fahrsituation Luft in den Seitenflanken der Sitze auf- oder abgepumpt wird, und die Sitze somit eine höhere Stabilität bei Kurvenfahrten bieten. Bestandteil ist zudem eine Massagefunktion für den Rücken. Die Sitz- und Spiegeleinstellungen lassen sich über die Memory-Funktion für bis zu drei Personen jeweils auf Fahrer- und Beifahrerseite speichern.

### KlimaautomatikThermotronic
Ebenfalls als Sonderausstattung war die Vierzonen-Klimatisierungsautomatik Thermotronic erhältlich. Bei ihr kann die Temperatur für vier verschiedene Raumzonen gewählt werden, im Fond gibt es dafür zusätzlich eine eigene Bedieneinheit. Weitere Merkmale sind zusätzliche Lüftungsdüsen in den B-Säulen, ein Sonnensensor auf der Motorhaube zur Nachregelung der Innentemperatur und ein Schadgassensor.

### Medien-, Kommunikationsausstattung und Anzeigesysteme
Als Infotainmentsystem fungiert die Comand-System genannte Medien- und Kommunikationsausstattung. Als Sonderausstattung waren in der Mittelkonsole seit 2002 ein Navigationsgerät mit Pfeildarstellung (4,9-Zoll-Farbdisplay) auf CD-Basis mit Daten für Deutschland (Audio APS 50) sowie seit Modelljahr 2003 ein Navigationssystem mit Kartendarstellung im 16:9-Format (6,5-Zoll-Farbdisplay) auf DVD-Basis mit Daten für ganz Europa (Comand APS) erhältlich, bei dem sich im Kofferraum seitlich links ein eigener Navigationsrechner befindet. Bei letzterem befindet sich im Handschuhfach ein Aux-In-Anschluss, und es ist optional im Stand auch analoger, ab 2005 auch digitaler (DVB-T), Fernsehempfang möglich.
Beide Navigationsgeräte bieten einen RDS-Doppeltuner, lassen sich mit einer Telefonvorrüstung verbinden und vereinen somit Radio, CD (bis 2003 auch Kassette), Telefon, Navigation sowie Telematik- und Internetfunktionen, sofern ein WAP-fähiges Handy angeschlossen ist. Bis 2005 stand dafür das Mercedes-Benz-Portal zur Verfügung, dessen Dienst inzwischen eingestellt wurde. Zudem war ein Sechsfach-CD-Wechsler (ab Modelljahr 2004 auch mit MP3-Funktion), der unter der Schalterleiste hervorfährt, sowie ein Surround-Soundsystem von harman/kardon mit 12 Lautsprechern und 420 Watt Leistung erhältlich. Optional wurde auch ein Bildschirm im Fond angeboten. Das Comand APS ließ sich als weitere Sonderausstattung mit der Sprachsteuerung Linguatronic ergänzen. Bei dieser erfolgt die Bedienung des Navigationssystems und des Radios bei Bedarf über die Stimme des Fahrers. Zum Aktivieren befindet sich am Lenkrad ein weiterer Wählhebel.
Mit dem Comand APS wurde eine komplett neue Generation von Navigationssystemen bei Mercedes eingeführt. Das NTG 1 (Neue Telematik Generation 1) genannte System stammt vom Hersteller Harman/Becker und ist zum ersten Mal mit allen Fahrzeugkomponenten verknüpft. Bestandteil ist zudem eine Verbindung mit dem digitalen Kombiinstrument, auf dem in der Mitte des Tachos mittels Farbdisplay wichtige Daten angezeigt und über das Multifunktionslenkrad gewählt werden können. Die digitale Landkarte, die ca. 200 bis 250 € kostet und jährlich aktualisiert neu erscheint, stammt von Navteq. Das System fand außer im W 211 auch in zahlreichen anderen Baureihen von Mercedes-Benz Verwendung, zum Teil auch bei anderen Herstellern.
Parallel zu einer dreibändigen Bedienungsanleitung wurde seit 2003 auch eine interaktive Bedienungsanleitung als DVD ausgeliefert.

### AbstandsradarDistronic
Der Abstandsregeltempomat Distronic kann automatisch mit einer Radarantenne im Kühlergrill und einem Regelcomputer bei Geschwindigkeiten von 30 bis 180 km/h den Abstand zum vorausfahrenden Fahrzeug konstant halten und bei Bedarf den Wagen selbständig beschleunigen oder abbremsen. Über ein Bedienrad neben dem Schalthebel kann der Fahrer die Distanz zum vorausfahrenden Fahrzeug metergenau einstellen. In dem Display im Kombiinstrument werden die genauen Entfernungen angezeigt.
Von außen zu erkennen ist das Radar, das zum ersten Mal in der Mercedes-Benz Baureihe 220 eingeführt wurde, an einer Kunststoff-Abdeckung in der Mitte des Kühlergrills bzw. an einem mit Kunststoff hinterlegten Stern bei Roadstern und Coupés.

### Allradantrieb
Für stärkere Motoren wurde ab 2003 die Baureihe 211 in Verbindung mit dem permanenten Allradantrieb 4MATIC angeboten. Dabei sind dank des elektronischen Traktionssystems 4ETS keine Längs- und Querdifferentialssperren notwendig; das System kann durchdrehende Räder gezielt abbremsen. Die Kraft wird zu 40 % auf die Vorderachse und zu 60 % auf die Hinterachse übertragen. Bei Modellen mit 4MATIC stehen die Karosserien gegenüber den hinterradangetriebenen Modellen um 10 mm höher, ausgenommen sind Fahrzeuge mit Airmatic DC. Durch die Allrad-Antriebstechnik fällt der Fußraum vorne rechts etwas kleiner aus.

### Übrige Sonderausstattungen
Weitere Sonderausstattungen waren unter anderem aktives Kurvenlicht ab dem Modelljahr 2004, Parameterlenkung, eine Durchlademöglichkeit mittels asymmetrisch teilbarer Rückbank (1:3/2:3), die ultraschallgestützte Einparkhilfe Parktronic mit akustischer Unterstützung und LED-Anzeigen innen, Sonnenschutzrollos, die Sprachbedienung Linguatronic, Garagentoröffner im Innenspiegel, Infrarot reflektierendes und geräuschdämmendes Verbundglas, eine mechanisch abklappbare Anhängevorrichtung, Heckklappe mit einem Hydraulikantrieb, das schlüsselfreie Schließsystem Keyless Go oder auch eine Einbruch-Diebstahl-Warnanlage mit Abschleppschutz und Innenraumüberwachung. Bei dem T-Modell wurde zudem ein um 40 cm elektrisch ausfahrbarer Laderaumboden angeboten.

## Probleme
Der ADAC stellte „ein breites Spektrum“ an Mängeln fest: Bei Modellen bis zum Baujahr 2003 treten bei den Dieselmotoren Störungen in der Motorsteuerung und undichte Leitungen in der Kraftstoffanlage auf. Bis zum Baujahr 2005 sorgen häufig entladene Batterien für Ausfälle. Bis zum Baujahr 2006 verursachen schwach dimensionierte Kugelgelenke und schlechte Gummis starken Verschleiß an Vorder- und Hinterachsen. Als anfällig erwiesen sich auch die Hardy-Scheiben, die die Kardanwelle mit Getriebe und Hinterachsantrieb verbinden. In der Mängelstatistik ermittelten J. D. Power and Associates zuletzt für drei Jahre alte Fahrzeuge der 211er-Baureihe 283 Fehler je 100 Autos, bei einem Industriedurchschnitt von 237 Fehlern.
Als anfällig erwies sich die elektrohydraulische Bremse SBC. Es wurden einige Ausfälle des Systems bekannt, insbesondere in Grenzsituationen. Aufgrund einer fehlerhaften Steuerung der elektrischen Hochdruckpumpe war der Druckspeicher der Bremse zu gering gefüllt. Folge war, dass die Bremse in den mechanisch-hydraulischen Notlauf schaltete. Im Rahmen von zwei Rückrufaktionen im Juni 2004 und April 2005 wurden bei 200.000 E-Klassen in Deutschland die Hydraulikeinheiten erneuert. Schließlich waren bei den Modellen aller Baujahre die Probleme behoben, so dass die SBC als sicher galt und in der SL-Klasse sowie im Maybach bis zum jeweiligen Ende der Baureihen auch weiterhin eingebaut wurde.
Wegen des verschleißanfälligen Bremszylinders musste Mercedes im Jahr 2004 weltweit rund 680.000 Fahrzeuge in die Werkstätten bitten, um das elektrohydraulische Bremssystem SBC zu überprüfen.
Weitere Probleme wurden in Verbindung mit dem Panoramaglasdach, bei dem häufig Geräusche durch Reibung der Glasplatten beim Fahren auftauchen, beim Fahrdynamischen Multikontursitz, der durch Undichtigkeit auffällt, oder auch bei der Thermotronic, bei der es zu fehlerhafter Steuerung der Lüftungsklappen kommen kann, bekannt.
Während der Bauzeit gab es folgende Rückrufaktionen:
- Februar 2004: Nicht korrekt einrastende Gurtschlösser, Erneuerung der Gurtschlösser.
- Juni 2004: Ausfälle der elektrohydraulischen Bremse SBC, Erneuerung der Hydraulikeinheit.
- April 2005: Optimierung des Batteriesteuergeräts (Bordnetzmanager) durch Aufspielen neuer Software.
- April 2005: Erhöhter Kolbenverschleiß der SBC-Hochdruckpumpe, Erneuerung der Pumpe.
- August 2005: Bei Dieselmotoren fehlerhafte Common-Rail-Hochdruckpumpe, Erneuerung der Hochdruckpumpe.
- Juli 2020: Bei Fahrzeugen mit Schiebedach Überprüfung der Verklebungen des Schiebedaches.

## Fahrzeuge auf Basis der Baureihe 211
Der Brabus E V12 des Fahrzeugtuners Brabus basiert auf dem W 211.
Das Unternehmen Binz baute eine um 1046 mm verlängerte Version mit vier oder sechs Türen auf Basis der Modelle E 350, E 220 CDI und E 280 CDI.

### E 55 AMG

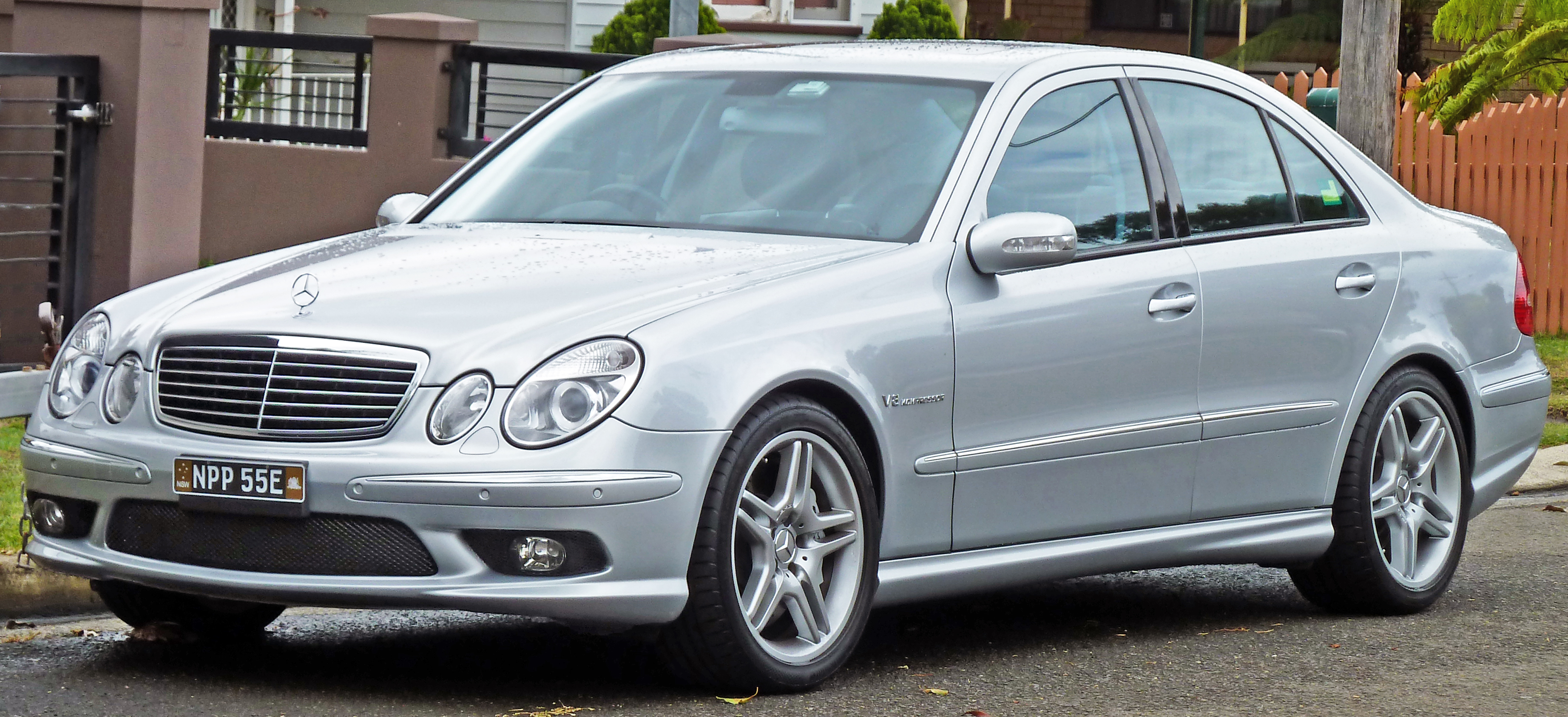
E 55 AMG

Im Oktober 2002 kam der E 55 AMG auf den Markt, die bis dato stärkste E-Klasse. Entwickelt wurde das Auto in Affalterbach bei der hundertprozentigen Mercedes-Benz-Tochter AMG. Das Auto wurde als Limousine und T-Modell angeboten.

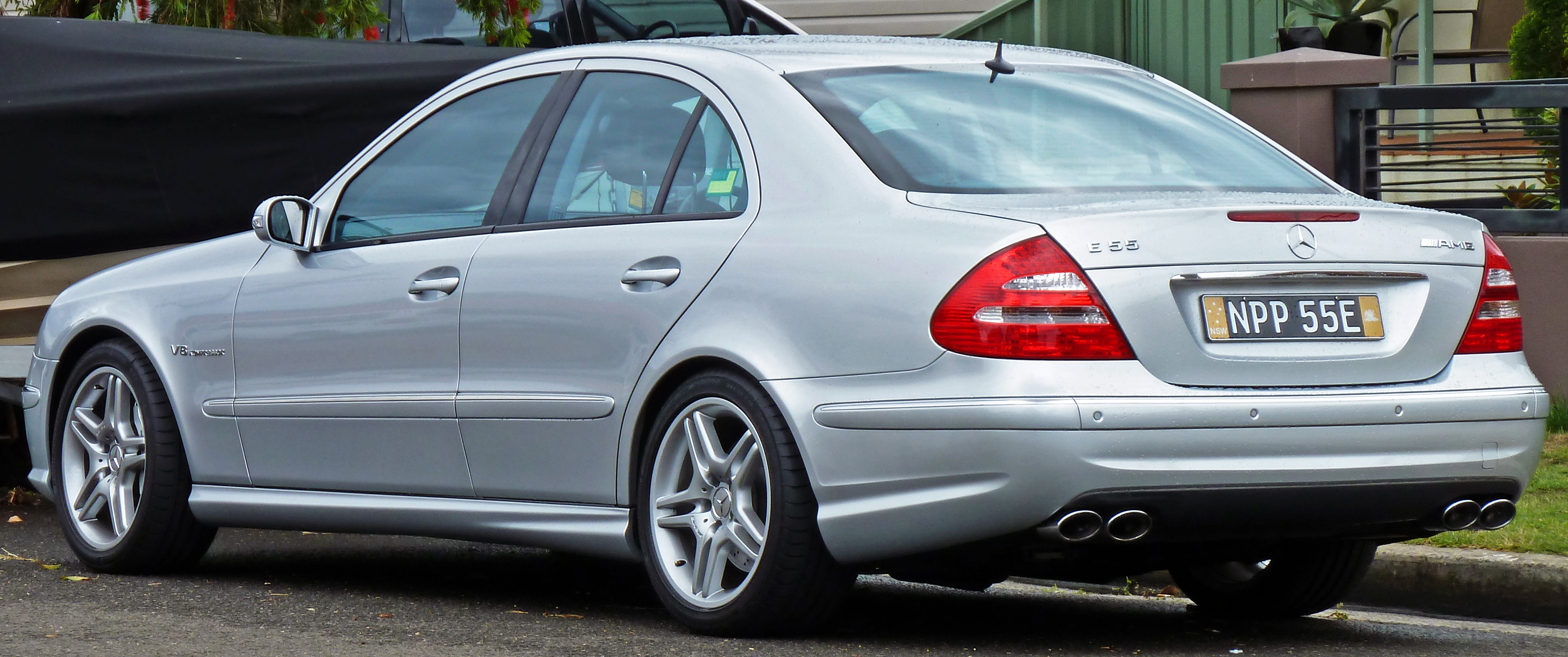
Heckansicht mit vier Endrohren

Der Motor des Wagens basiert auf dem V8-Benziner M 113 des E 500, war jedoch von AMG überarbeitet und mit einem Kompressor aufgeladen. Er leistet bis zu 350 kW (476 PS) und bietet maximal 700 Nm Drehmoment. Die Beschleunigung von 0 auf 100 km/h gab AMG mit 4,7 Sekunden an.
Die Ausstattung des Autos unterscheidet sich von den übrigen Modellen in technischer Hinsicht dadurch, dass die Luftfederung Airmatic DC serienmäßig enthalten und die Bremsen sportlicher abgestimmt sind. Im Vergleich zu dem bisherigen Topmodell, dem E 500, hat die Vorderachse acht Bremskolben je Seite. Von außen ist das Auto an dem AMG-Styling mit geänderter Frontschürze mit Gitterstruktur vorne, eigenen AMG-Rädern, der seitlichen Kennzeichnung „V8 Kompressor“ und einer zweiflutigen Abgasanlage mit Heckdiffusor zu erkennen.
Der Innenraum wurde serienmäßig mit feinem Nappa-Nubuk-Leder, einem AMG-Sportlenkrad mit integrierten Schalttasten, Vogelaugenahornholz, AMG-Einstiegsschienen und dem Navigationssystem Comand APS ausgestattet. Achsen und Antriebsstrang wurden aufgrund des Motormomentes verstärkt. Wie alle AMG-Fahrzeuge hat der E 55 AMG eigene Softwarestände für Motor, Getriebe, Fahrdynamik-Regelsysteme und Fahrwerk.
Der E 55 AMG wurde bis Mitte 2006 gebaut und danach vom Modell E 63 AMG abgelöst, dessen Motor im Gegensatz zu vorigen Modellen komplett von AMG entwickelt worden war.

### E 63 AMG

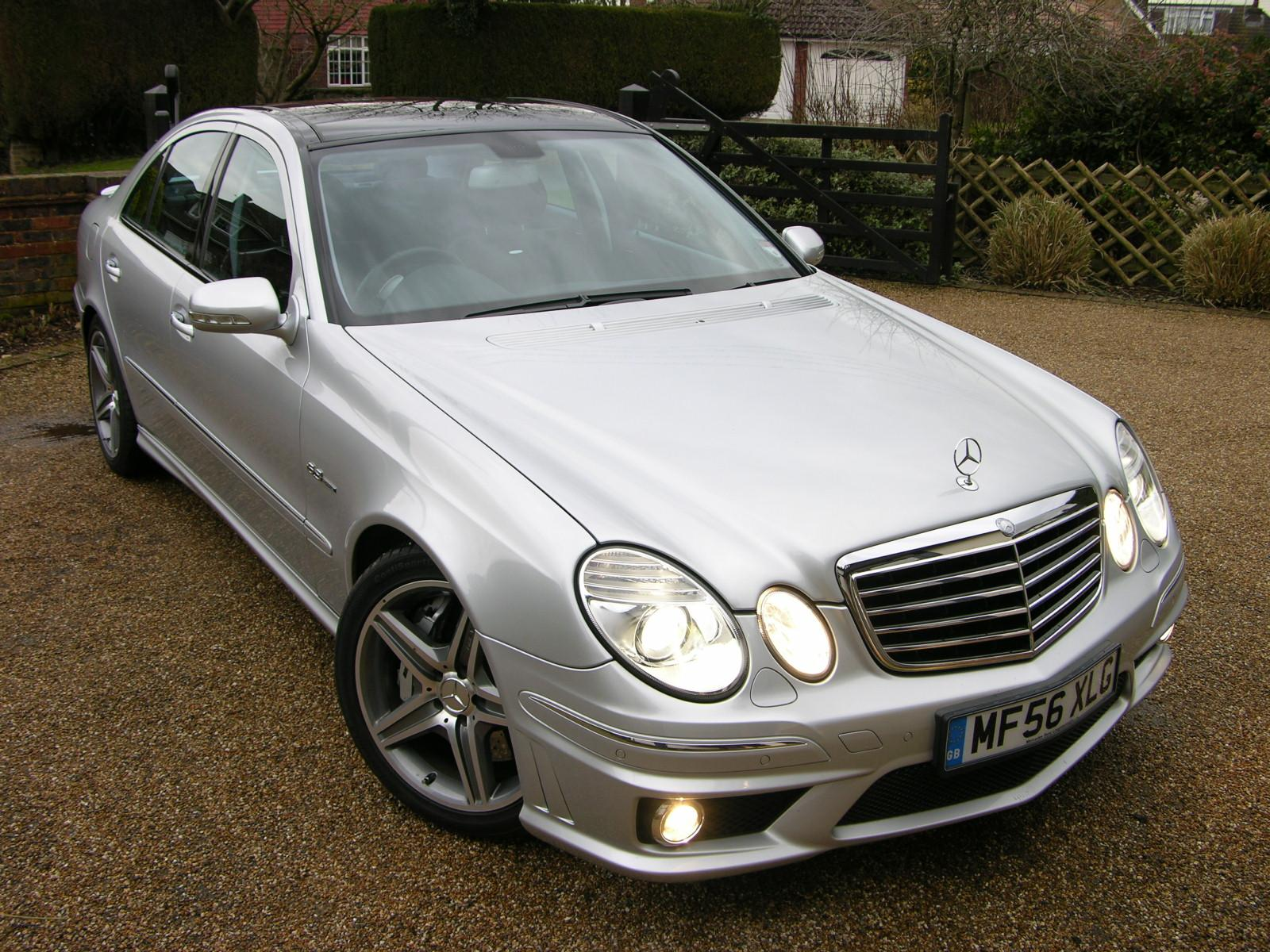
E 63 AMG (2006–2009)

Im April 2006 wurde auf der New York International Auto Show der E 63 AMG präsentiert.

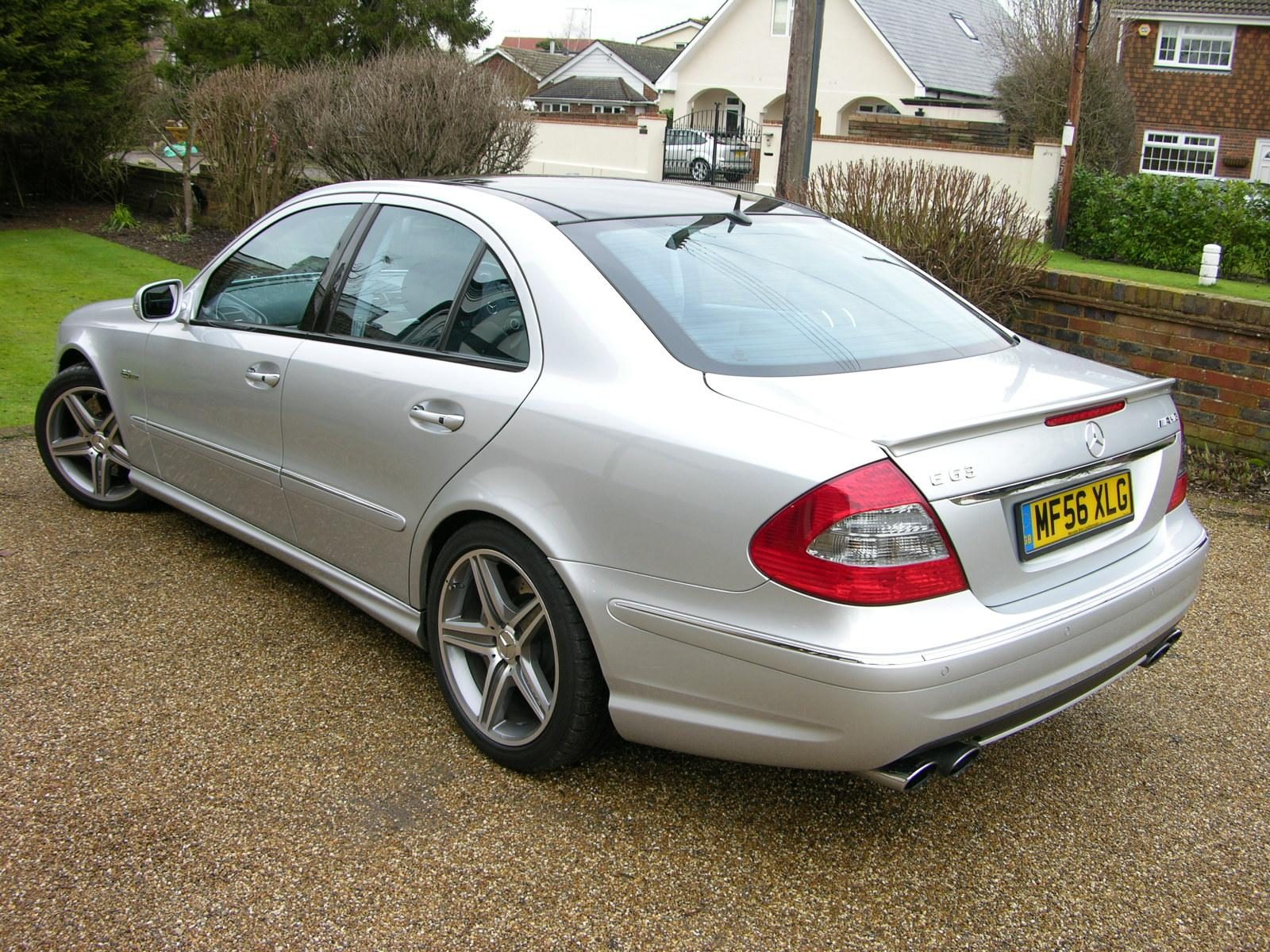
Heckansicht

Anders als beim vorherigen E 55 AMG ist der in Affalterbach von Handarbeit montierte Motor ein reiner Saugmotor ohne zusätzliche Motoraufladung, wodurch das Drehmoment des E 55 AMG nicht erreicht wird. Er leistet 378 kW (514 PS) bei 6800/min und bietet ein maximales Drehmoment von 630 Nm bei 5200/min. Die Beschleunigung von 0 auf 100 km/h vollzieht sich in 4,5 Sekunden (4,6 beim T-Modell). Highlights sind das AMG Speedshift 7-Gang-Automatikgetriebe mit drei individuellen Schaltprogrammen und Lenkrad-Schaltwippen, 18-Zoll-AMG-Leichtmetallräder und Breitreifen der Dimensionen 245/40 und 265/35. Serienmäßig ist unter anderem die Airmatic mit sportlicher Abstimmung und Nappa-Leder.
Der Innenraum entspricht serienmäßig der Avantgarde-Ausstattung. So blieben Dekorleisten in Vogelaugenahorn, konnten jedoch gegen Aufpreis durch Carboneinsätze ersetzt werden. Der AMG-Tachometer wurde in schwarz gehalten und reicht bis 320 km/h.

## Motoren und Getriebe
Als Motoren wurden 4-, 5-, 6- und 8-Zylinder-Motoren angeboten, insgesamt standen fünf Benzin- und sechs Dieselmotoren zur Verfügung, die nach und nach ab dem Jahr 2002 eingeführt wurden. Sie wurden gegenüber den Motoren der Baureihe 210 überarbeitet.
Ab Modelljahr 2003 wurden die CDI-Motoren nach und nach mit einem Rußpartikelfilter ausgerüstet.
Zum Modelljahr 2004 wurde der E 320 durch den 3,5 Liter großen E 350 ersetzt. Parallel dazu wurde etwas später für den E 240 der E 280 eingeführt.
Von März 2004 bis 2008 wurde die Limousine auch als Erdgasfahrzeug E 200 NGT (Natural Gas Technology) angeboten. Als Energiespeicher dienen der Benzintank mit 65 Litern Volumen und Gasbehälter mit insgesamt 18 kg Fassungsvermögen, die in der Reserveradmulde des Kofferraums und hinter der Rückwand im Fond platziert sind. Das Modell gab es serienmäßig mit einer Fünfgang-Automatik.
Die ersten Modelle waren optional mit einer Fünfgang-Automatik, ab dem Jahr 2004 auch mit der neuen Siebengang-Automatik 7G-Tronic erhältlich, die erste dieser Art. Sie bietet mehr Fahrkomfort wegen der zügig gleitenden Schaltvorgänge und spart Kraftstoff.
| Modell           | Motorbezeichnung*    | Zylinder    | Hubraum cm³ | Leistung in kW (PS)   | Drehmoment in Nm                        | Vmax in km/h         | 0–100 km/h in s | Verbrauch Stadt/Überland/ kombiniert in Litern (nach ECE-Richtlinie) | Bauzeit     |
| Ottomotoren      | Ottomotoren          | Ottomotoren | Ottomotoren | Ottomotoren           | Ottomotoren                             | Ottomotoren          | Ottomotoren     | Ottomotoren                                                          | Ottomotoren |
| ---------------- | -------------------- | ----------- | ----------- | --------------------- | --------------------------------------- | -------------------- | --------------- | -------------------------------------------------------------------- | ----------- |
| E 200 NGT (1)    | M 271 E 18 ML NGT    | R4          | 1796        | 120 (163) bei 5500    | 240 bei 3000–4000                       | 227                  | 10,7            | 13,3/7,1/9,2 9,0/4,6/6,3 kg (Erdgas)                                 | 2003–2009   |
| E 200 Kompressor | M 271 E 18 ML        | R4          | 1796        | 120 (163) bei 5500    | 240 bei 3000–4000                       | 230                  | 9,6             | 11,6/6,1/8,3                                                         | 2003–2006   |
| E 240            | M 112 E 26           | V6          | 2597        | 130 (177) bei 5700    | 240 bei 4500                            | 236                  | 8,9             | 15,4/7,4/10,5                                                        | 2003–2006   |
| E 240 4MATIC     | M 112 E 26           | V6          | 2597        | 130 (177) bei 5700    | 240 bei 4500                            | 223                  | 10,6            | 15,1/8,2/10,6                                                        | 2003–2006   |
| E 320            | M 112 E 32           | V6          | 3199        | 165 (224) bei 5600    | 315 bei 3000–4800                       | 245                  | 7,7             | 14,4/7,5/9,9                                                         | 2003–2006   |
| E 320 4MATIC     | M 112 E 32           | V6          | 3199        | 165 (224) bei 5600    | 315 bei 3000–4800                       | 240                  | 8,4             | 14,9/7,8/10,4                                                        | 2003–2006   |
| E 350            | M 272 E 35           | V6          | 3498        | 200 (272) bei 6000    | 350 bei 2400–5000                       | 250 (elektr. abger.) | 6,9             | 14,0–14,4/7,2–7,8/9,7–10,2                                           | 2004–2009   |
| E 350 4MATIC     | M 272 E 35           | V6          | 3498        | 200 (272) bei 6000    | 350 bei 2400–5000                       | 250 (elektr. abger.) | 7,1             | 14,5–14,9/8,0–8,3/10,4–10,7                                          | 2004–2009   |
| E 500            | M 113 E 50           | V8          | 4966        | 225 (306) bei 5600    | 460 bei 2700–4250                       | 250 (elektr. abger.) | 6,0             | 17,3/7,5/11,1                                                        | 2003–2006   |
| E 500 4MATIC     | M 113 E 50           | V8          | 4966        | 225 (306) bei 5600    | 460 bei 2700–4250                       | 250 (elektr. abger.) | 6,3             | 17,7/8,8/11,9                                                        | 2003–2006   |
| E 55 AMG         | M 113 E 55 ML        | V8          | 5439        | 350 (476) bei 6100    | 700 bei 2650–4500                       | 250 (elektr. abger.) | 4,7             | 19,1/9,3/12,9                                                        | 2003–2006   |
| Dieselmotoren    |                      |             |             |                       |                                         |                      |                 |                                                                      |             |
| E 200 CDI (2)    | OM 646 DE 22 LA red. | R4          | 2148        | 75 (102) (2) bei 4200 | 235 bei 1800                            |                      |                 |                                                                      | 2002–2003   |
| E 200 CDI        | OM 646 DE 22 LA red. | R4          | 2148        | 90 (122) bei 4200     | 270 bei 1400–2800                       | 203                  | 12,1            | 8,7/5,0/6,3                                                          | 2003–2006   |
| E 220 CDI        | OM 646 DE 22 LA      | R4          | 2148        | 110 (150) bei 4200    | 340 bei 2000                            | 216 (214)            | 10,1 (10,6)     | 8,9/5,2/6,6                                                          | 2003–2006   |
| E 270 CDI        | OM 647 DE 27 LA      | R5          | 2685        | 130 (177) bei 4200    | 400 bei 1800–2600 / (425 bei 2000)      | 230                  | 9,0             | 9,3/5,2/6,7                                                          | 2002–2005   |
| E 280 CDI (RPF)  | OM 648 DE 32 LA red. | R6          | 3222        | 130 (177) bei 4200    | 425 bei 1800–2600                       | 228                  | 9,2             | 9,9/5,1/6,5                                                          | 2004–2005   |
| E 280 CDI        | OM 642 DE 30 LA red. | V6          | 2987        | 140 (190) bei 4000    | 400 bei 1400–3200 / (440 bei 1400–2800) | 241 (238)            | 8,6 (7,6)       | 9,6/5,9/7,3                                                          | 2005–2009   |
| E 320 CDI        | OM 648 DE 32 LA      | R6          | 3222        | 150 (204) bei 4200    | 500 bei 1800–2600                       | 243                  | 7,7             | 9,4/5,4/6,9                                                          | 2003–2005   |
| E 320 CDI        | OM 642 DE 30 LA      | V6          | 2987        | 165 (224) bei 4200    | 540 bei 1600–2800                       | 250 (elektr. abger.) | 6,8             | 10,3–10,6/5,6–6,0/7,3–7,6                                            | 2005–2009   |
| E 320 CDI 4MATIC | OM 642 DE 30 LA      | V6          | 2987        | 165 (224) bei 4200    | 540 bei 1600–2800                       | 240                  | 6,9             | 10,5–10,7/6,4–6,6/7,9–8,1                                            | 2005–2009   |
| E 400 CDI        | OM 628 DE 40 LA      | V8          | 3996        | 191 (260) bei 4000    | 560 bei 1700–2600                       | 250 (elektr. abger.) | 6,9             | 13,5/7,1/9,4                                                         | 2003–2005   |
| E 420 CDI        | OM 629 DE 40 LA      | V8          | 3996        | 231 (314) bei 3800    | 730 bei 2200                            | 250 (elektr. abger.) | 6,4             | 14,0/7,6/9,8                                                         | 2005–2009   |

Werte in Klammern ( ) für Automatik
* Die Motorbezeichnung ist wie folgt verschlüsselt:
M = Motor (Otto), OM = Ölmotor (Diesel), Baureihe = 3-stellig, DE = Direkteinspritzung, E = Saugrohreinspritzung, Hubraum = Deziliter (gerundet), L = Ladeluftkühlung, A = Abgasturbolader, ML = Kompressor, NGT = Erdgasantrieb, red. = reduzierte Leistung
| Modell             | Motorbe- zeichnung*  | Zylinder    | Hubraum cm³ | Leistung in kW (PS) | Drehmoment in Nm                              | Vmax in km/h                | 0 – 100 km/h in s | Verbrauch Stadt/Überland/ kombiniert in Litern (nach ECE-Richtlinie) |
| Ottomotoren        | Ottomotoren          | Ottomotoren | Ottomotoren | Ottomotoren         | Ottomotoren                                   | Ottomotoren                 | Ottomotoren       | Ottomotoren                                                          |
| ------------------ | -------------------- | ----------- | ----------- | ------------------- | --------------------------------------------- | --------------------------- | ----------------- | -------------------------------------------------------------------- |
| E 200 NGT (1)      | M 271 E 18 ML NGT    | R4          | 1796        | 120 (163) bei 5500  | 240 bei 3000–4000/min                         | 227                         | 10,7              | 13,15/6,95/9,15 (Super Plus) 14,3/7,2/9,7 (Erdgas (2))               |
| E 200 Kompressor   | M 271 E 18 ML        | R4          | 1796        | 135 (184) bei 5500  | 250 bei 2800–5000/min                         | 236 (232)                   | 9,1 (9,4)         | 11,95/6,5/8,5 (8,7)                                                  |
| E 200 Kompressor T | M 271 E 18 ML        | R4          | 1796        | 135 (184) bei 5500  | 250 bei 2800–5000/min                         | 225 (222)                   | 9,5 (9,7)         | 12,5/6,85/9,0 (9,3)                                                  |
| E 230 (3)          | M 272 E 25           | V6          | 2496        | 150 (204) bei 6100  | 245 bei 2900–5500/min                         | 248 (240)                   | 8,9 (9,1)         | 13,4/6,95/9,3 (9,5)                                                  |
| E 230 T            | M 272 E 25           | V6          | 2496        | 150 (204) bei 6100  | 245 bei 2900–5500/min                         | 233 (228)                   | 9,9 (9,9)         | 13,85/7,25/9,7 (9,75)                                                |
| E 280              | M 272 E 30           | V6          | 2996        | 170 (231) bei 6000  | 300 bei 2500–5000/min                         | 250 (248)                   | 7,3 (7,3)         | 13,5/7,0/9,4 (9,55)                                                  |
| E 280 T            | M 272 E 30           | V6          | 2996        | 170 (231) bei 6000  | 300 bei 2500–5000/min                         | 246 (238)                   | 8,1 (7,9)         | 13,8/7,3/9,7 (9,85)                                                  |
| E 280 4MATIC       | M 272 E 30           | V6          | 2996        | 170 (231) bei 6000  | 300 bei 2500–5000/min                         | 244                         | 7,8               | 14,0/7,8/10,05                                                       |
| E 280 T 4MATIC     | M 272 E 30           | V6          | 2996        | 170 (231) bei 6000  | 300 bei 2500–5000/min                         | 232                         | 8,3               | 14,45/8,15/10,45                                                     |
| E 350              | M 272 E 35           | V6          | 3498        | 200 (272) bei 6000  | 350 bei 2400–5000/min                         | 250 elektronisch abgeregelt | 6,9               | 14,2/7,5/9,95                                                        |
| E 350 T            | M 272 E 35           | V6          | 3498        | 200 (272) bei 6000  | 350 bei 2400–5000/min                         | 250 elektronisch abgeregelt | 7,1               | ,14,35/7,75/10,15                                                    |
| E 350 4MATIC       | M 272 E 35           | V6          | 3498        | 200 (272) bei 6000  | 350 bei 2400–5000/min                         | 250 elektronisch abgeregelt | 7,1               | 14,7/8,15/10,55                                                      |
| E 350 T 4MATIC     | M 272 E 35           | V6          | 3498        | 200 (272) bei 6000  | 350 bei 2400–5000/min                         | 245                         | 7,4               | 15,0/8,4/10,8                                                        |
| E 350 CGI          | M 272 DE 35          | V6          | 3498        | 215 (292) bei 6400  | 365 bei 3000–5100/min                         | 250 abgeregelt              | 6,8               | 13,2/6,5/8,9                                                         |
| E 500 (4)          | M 273 E 55           | V8          | 5461        | 285 (388) bei 6000  | 530 bei 2800–4800/min                         | 250 elektronisch abgeregelt | 5,3               | 16,9/8,2/11,5                                                        |
| E 500 T            | M 273 E 55           | V8          | 5461        | 285 (388) bei 6000  | 530 bei 2800–4800/min                         | 250 elektronisch abgeregelt | 5,4               | 17,3/8,5/11,8                                                        |
| E 500 4MATIC       | M 273 E 55           | V8          | 5461        | 285 (388) bei 6000  | 530 bei 2800–4800/min                         | 250 elektronisch abgeregelt | 5,5               | 17,8/9,2/12,3                                                        |
| E 500 T 4MATIC     | M 273 E 55           | V8          | 5461        | 285 (388) bei 6000  | 530 bei 2800–4800/min                         | 250 elektronisch abgeregelt | 5,7               | 18,2/9,5/12,6                                                        |
| E 63 AMG           | M 156 E 63           | V8          | 6208        | 378 (514) bei 6800  | 630 bei 5200/min                              | 250 (elektr. abger.)        | 4,5               | 22,3/9,8/14,3                                                        |
| E 63 AMG T         | M 156 E 63           | V8          | 6208        | 378 (514) bei 6800  | 630 bei 5200/min                              | 250 (elektr. abger.)        | 4,6               | 22,6/9,9/14,5                                                        |
| Dieselmotoren      |                      |             |             |                     |                                               |                             |                   |                                                                      |
| E 200 CDI          | OM 646 DE 22 LA red. | R4          | 2148        | 100 (136) bei 3800  | 340 bei 1800–2000/min                         | 214 (211)                   | 9,9 (9,9)         | 8,6/5,0/6,3 (6,5)                                                    |
| E 200 CDI T        | OM 646 DE 22 LA red. | R4          | 2148        | 100 (136) bei 3800  | 340 bei 1800–2000/min                         | 202 (200)                   | 10,5 (10,7)       | 9,45/5,75/7,15 (7,3)                                                 |
| E 220 CDI          | OM 646 DE 22 LA      | R4          | 2148        | 125 (170) bei 3800  | 400 bei 2000/min                              | 227 (225)                   | 8,4 (8,6)         | 8,7/5,0/6,3 (6,7)                                                    |
| E 220 CDI T        | OM 646 DE 22 LA      | R4          | 2148        | 125 (170) bei 3800  | 400 bei 2000/min                              | 218 (218)                   | 9,1 (9,1)         | 9,6/5,6/7,1 (7,3)                                                    |
| E 280 CDI          | OM 642 DE 30 LA red. | V6          | 2987        | 140 (190) bei 4000  | 400 bei 1400–3200/min (440 bei 1400–2800/min) | 241 (238)                   | 8,6 (7,6)         | 9,6/5,5/7,0 (7,35)                                                   |
| E 280 CDI T        | OM 642 DE 30 LA red. | V6          | 2987        | 140 (190) bei 4000  | 400 bei 1400–3200/min (440 bei 1400–2800/min) | 231 (230)                   | 9,1 (8,2)         | 10,1/5,7/7,3 (7,85)                                                  |
| E 280 CDI 4MATIC   | OM 642 DE 30 LA red. | V6          | 2987        | 140 (190) bei 4000  | 440 bei 1400–2800/min                         | 234                         | 8,2               | 10,5/6,4/7,9                                                         |
| E 280 CDI T 4MATIC | OM 642 DE 30 LA red. | V6          | 2987        | 140 (190) bei 4000  | 440 bei 1400–2800/min                         | 226                         | 9,0               | 11,2/6,75/8,35                                                       |
| E 300 CDI Bluetec  | OM 642 DE 30 LA      | V6          | 2987        | 155 (211) bei 3400  | 540 bei 1600–2400/min                         | 244                         | 7,2               | 10,1/5,7/7,3                                                         |
| E 320 CDI          | OM 642 DE 30 LA      | V6          | 2987        | 165 (224) bei 3800  | 540 bei 1600–2400/min                         | 250                         | 6,8               | 10,45/5,8/7,45                                                       |
| E 320 CDI T        | OM 642 DE 30 LA      | V6          | 2987        | 165 (224) bei 3800  | 540 bei 1600–2400/min                         | 240                         | 7,3               | 10,8/6,15/7,85                                                       |
| E 320 CDI 4MATIC   | OM 642 DE 30 LA      | V6          | 2987        | 165 (224) bei 3800  | 540 bei 1600–2400/min                         | 244                         | 7,4               | 10,6/6,5/8,0                                                         |
| E 320 CDI T 4MATIC | OM 642 DE 30 LA      | V6          | 2987        | 165 (224) bei 3800  | 540 bei 1600–2400/min                         | 236                         | 8,1               | 11,3/6,85/8,45                                                       |
| E 420 CDI          | OM 629 DE 40 LA      | V8          | 3996        | 231 (314) bei 3600  | 730 bei 2200/min                              | 250 abgeregelt              | 6,1               | 13,2/7,0/9,3                                                         |

Werte in Klammern ( ) für Automatik
* Die Motorbezeichnung ist wie folgt verschlüsselt:
M = Motor (Otto), OM = Ölmotor (Diesel), Baureihe = 3-stellig, DE = Direkteinspritzung, E = Saugrohreinspritzung, Hubraum = Deziliter (gerundet), L = Ladeluftkühlung, A = Abgasturbolader, ML = Kompressor, NGT = Erdgasantrieb, red. = reduzierte Leistung

## Produktion
Produziert wurde die Baureihe 211 im Mercedes-Benz Werk Sindelfingen, der größten Produktionsstätte des Konzerns. Hier wurden auf 1.170.000 m² Produktionsfläche jährlich ca. 190.000 Limousinen und 40.000 T-Modelle hergestellt. Komponenten wie Motoren, Achsen, Getriebe stammen aus dem nicht weit entfernt liegenden Mercedes-Benz Werk Stuttgart-Untertürkheim. Eine Ausnahme stellen die Modelle mit 4MATIC dar, die bis 2006 bei Magna Steyr in Graz produziert wurden.
In den ersten sechs Monaten gab es über 100.000 Auslieferungen. Seit seinem Marktstart ist das Auto weltweit über eine Million Mal verkauft worden und somit das meistverkaufte Fahrzeug seines Segments. Die wichtigsten Märkte für die E-Klasse waren mit jeweils etwa einem Viertel des Gesamtabsatzes Deutschland und die USA. Beliebteste Motorisierungen bei der E-Klasse waren E 220 CDI und der E 350, für die sich jeweils 10 % der Kunden entschieden. Insgesamt wählten rund 40 % der Kunden eine Dieselmotorisierung.
Weltweite Neuzulassungen seit der Markteinführung Anfang 2002:
| Fahrzeuge im Gesamtjahr 2002 | Fahrzeuge im Gesamtjahr 2003 | Fahrzeuge im Gesamtjahr 2004 | Fahrzeuge im Gesamtjahr 2005 | Fahrzeuge im Gesamtjahr 2006 | Fahrzeuge im Gesamtjahr 2007 | Fahrzeuge im Gesamtjahr 2008 | Fahrzeuge bis einschließlich 2008 |
| ---------------------------- | ---------------------------- | ---------------------------- | ---------------------------- | ---------------------------- | ---------------------------- | ---------------------------- | --------------------------------- |
| 242.000                      | 305.300                      | 294.200                      | 265.000                      | 243.000                      | 230.900                      | 172.900                      | 1.753.300                         |

Die Anzahl der Neuzulassungen der E-Klasse (gebaut bis März 2009 als Limousine) sowie ihr Marktanteil in Deutschland im Vergleich mit denen konkurrierender Modellreihen von Audi und BMW:
| Modell mit Erscheinungsjahr | Fahrzeuge im Gesamtjahr 2002 | Fahrzeuge im Gesamtjahr 2003 | Fahrzeuge im Gesamtjahr 2004 | Fahrzeuge im Gesamtjahr 2005 | Fahrzeuge im Gesamtjahr 2006 | Fahrzeuge im Gesamtjahr 2007 | Fahrzeuge im Gesamtjahr 2008 |
| --------------------------- | ---------------------------- | ---------------------------- | ---------------------------- | ---------------------------- | ---------------------------- | ---------------------------- | ---------------------------- |
| Audi A6 (2004)              | 48.737                       | 44.831                       | 54.305                       | 63.621                       | 64.643                       | 55.361                       | 45.304                       |
| BMW 5er (2003)              | 48.703                       | 53.447                       | 71.217                       | 59.625                       | 50.828                       | 50.024                       | 44.418                       |
| Mercedes E-Klasse (2002)    | 89.029                       | 104.696                      | 86.299                       | 62.055                       | 56.801                       | 56.695                       | 43.112                       |

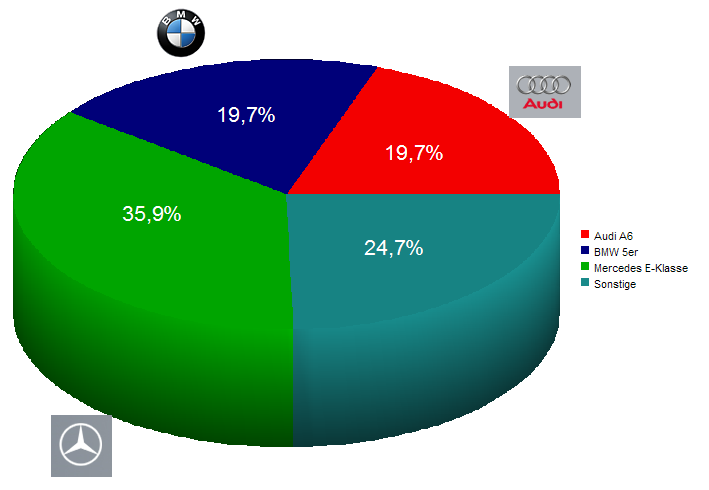
Marktanteile 2002
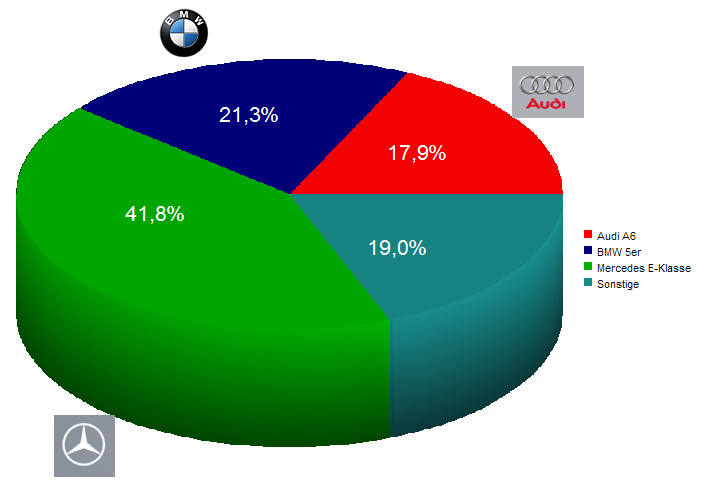
Marktanteile 2003
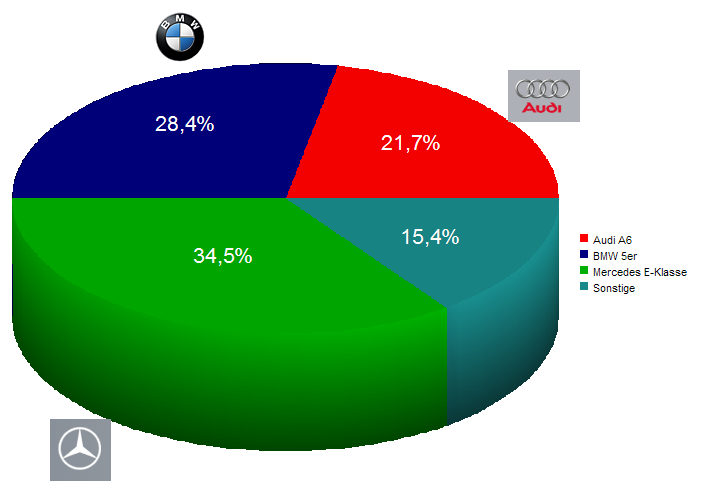
Marktanteile 2004
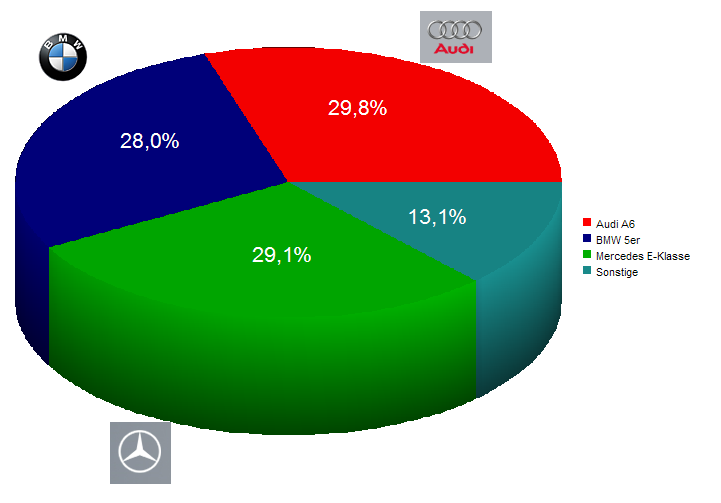
Marktanteile 2005
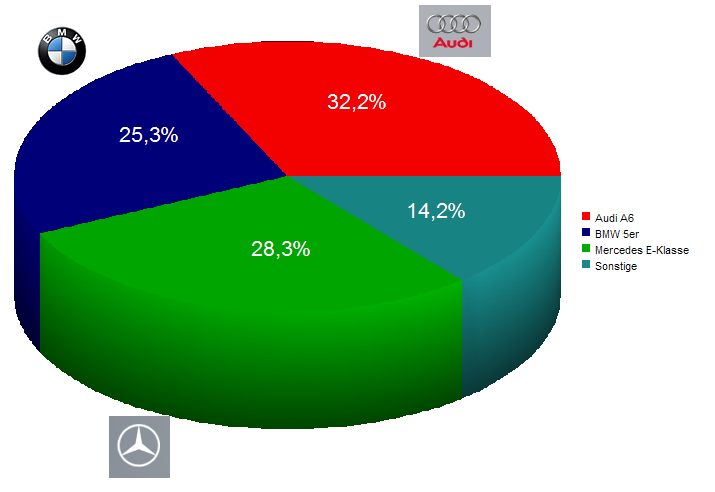
Marktanteile 2006
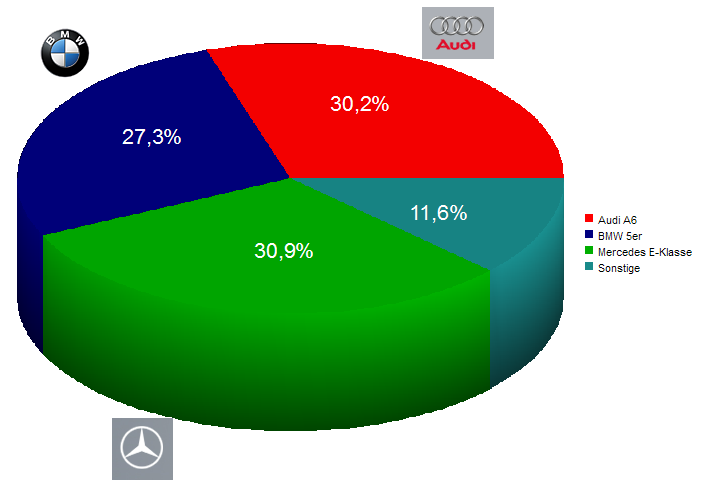
Marktanteile 2007
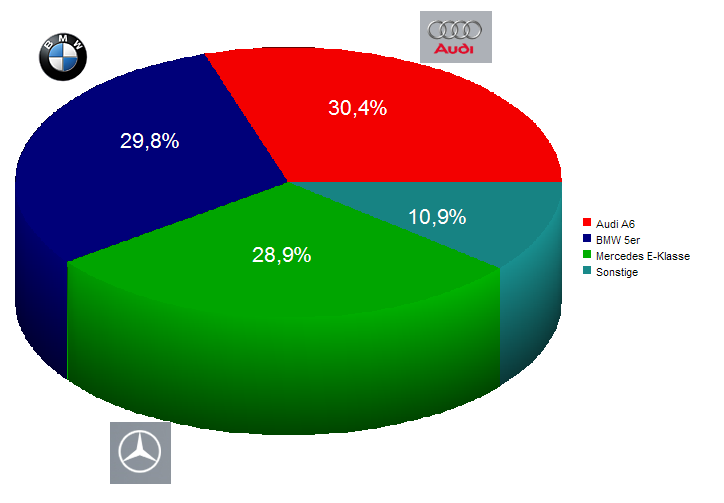
Marktanteile 2008

## Trivia
- Erste Fotos des Fahrzeugs wurden Mitte 2001 bekannt. Ein deutscher Tourist fotografierte den W 211 bei den Dreharbeiten zu dem Kinofilm Men in Black II und verkaufte die Bilder an das Stern-Magazin, welche dann in der Ausgabe 29/2001 erschienen.[17] Infolgedessen brachen die Verkaufszahlen der bis dahin noch aktuellen E-Klasse (Baureihe 210) stark ein und die Markteinführung des W 211 wurde von Juni 2002 auf März 2002 vorgezogen. In dem Film dient ein E 500 den Agenten Jay und Kay als Dienstwagen.[18]
- Im Jahr 2005 stellte der E 320 CDI mit dem damals neuen V6-Dieselmotor OM 642 drei Weltrekorde auf der Hochgeschwindigkeitsstrecke im texanischen Laredo auf. Dabei fuhren drei der Fahrzeuge mängelfrei über Distanzen von 100.000 km, 50.000 und 100.000 Meilen.[19]

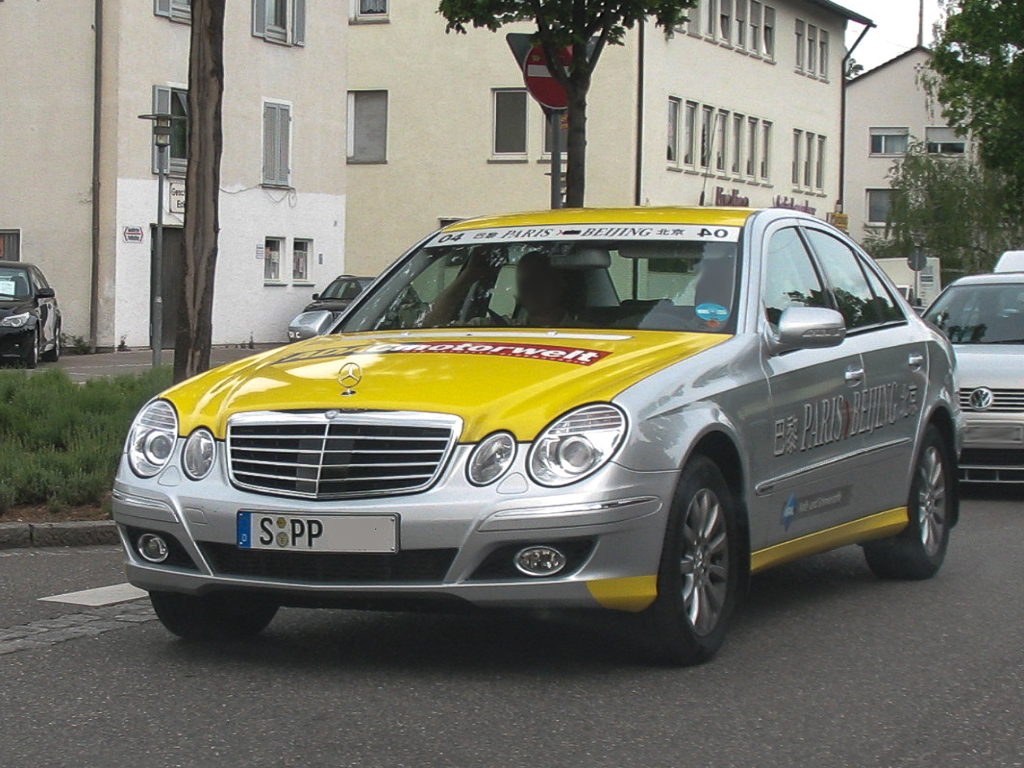
E 320 CDI Paris–Peking

- Im Jahr 2006 fand, auch als Werbemaßnahme für die überarbeitete Version des Autos, eine Fahrt von Paris nach Peking statt.[20] Auf der ca. 14.000 Kilometer langen Strecke wechselten sich 360 Fahrer ab, die sich für die Teilnahme in Gewinnspielen beworben hatten. Die Autos hierzu waren der E 320 CDI und der E 300 Bluetec.
- In den Fernsehserien Der Alte (ZDF), Familie Dr. Kleist (Das Erste) sowie in etlichen Tatort-Filmen (Das Erste) werden Fahrzeuge dieses Typs verwendet.